# 20 września
20 września jest 263. (w latach przestępnych 264.) dniem w kalendarzu gregoriańskim. Do końca roku pozostaje 102 dni.

## Święta
- Imieniny obchodzą: Agnieszka, Andrzej, Barbara, Dionizy, Eustachiusz, Eustachy, Euzebia, Fausta, Filipa, Franciszek, Gliceriusz, Glicery, Helmut, Jan, Klemens, Matea, Miłowuj, Paweł, Perpetua, Protazy, Sokrates, Teodor, Teopist i Teopista.
- Ogólnopolski Dzień Przedszkolaka (obchodzony od 2013)[1]
- Święto Hiszpańskiej Legii Cudzoziemskiej
- Wspomnienia i święta w Kościele katolickim[2][3] obchodzą:
  - św. Andrzej Kim Tae-gŏn, św. Paweł Chŏng Ha-sang i 101 Towarzyszy (103 męczenników koreańskich)
  - bł. Franciszek de Posadas (dominikanin)
  - św. Józef Maria de Yermo y Parres (lazarysta)
  - św. Wincenty Madelgariusz (benedyktyn) (również 14 lipca)
  - błogosławieni Tomasz Johnson, Jan Davy i towarzysze męczennicy

## Wydarzenia w Polsce
- 1527 – Podczas polowania w Niepołomicach ciężarna królowa Bona Sforza spadła z konia po ataku niedźwiedzia, co spowodowało przedwczesne narodziny królewicza Olbrachta, który zmarł tego samego dnia.
- 1576 – Król Stefan Batory wezwał Gdańsk przed sąd królewski, stawiając mu zarzuty obrazy majestatu i buntu.
- 1580 – I wojna polsko-rosyjska: polska jazda pod dowództwem księcia Janusza Zbaraskiego rozbiła kawalerię rosyjską w bitwie pod Toropcem.
- 1606 – W mieście Frankenstein (obecnie Ząbkowice Śląskie) spalono na stosie skazanych w tzw. aferze grabarzy.
- 1655 – Potop szwedzki: rozpoczęła się bitwa pod Nowym Dworem.
- 1672 – IV wojna polsko-turecka: rozpoczęło się oblężenie Lwowa.
- 1675 – IV wojna polsko-turecka: rozpoczęło się oblężenie Trembowli.
- 1761 – W Warszawie poświęcono kościół Wizytek.
- 1783 – Cesarz Józef II Habsburg utworzył samowolnie diecezję tarnowską.
- 1806 – Napoleon Bonaparte utworzył Legie Północne w celu wykorzystania Polaków służących do tej pory w wojsku pruskim.
- 1858 – W Warszawie odbyła się prapremiera opery Flis Stanisława Moniuszki.
- 1908 – Odbyły się pierwsze odnotowane w prasie piłkarskie derby Krakowa.
- 1920 – Wojna polsko-bolszewicka: rozpoczęła się bitwa nad Niemnem.
- 1923 – 38 górników zginęło w pożarze w KWK „Reden” w Dąbrowie Górniczej.
- 1925 – Wybuchł bunt w Wiezęniu Ciężkim na Świętym Krzyżu.
- 1936 – We Lwowie odbył się I kongres Frontu Jedności Narodowej.
- 1939 – Kampania wrześniowa:
  - Rozpoczęła się obrona Grodna przed nacierającą Armią Czerwoną.
  - Rozpoczęła się obrona Helu, zakończona 2 października kapitulacją polskiej załogi.
  - Zakończyły się: I bitwa pod Tomaszowem Lubelskim i bitwa w lasach janowskich.
  - Zbrodnia Wehrmachtu na 46 polskich jeńcach wojennych w Majdanie Wielkim na Zamojszczyźnie.
- 1941 – W lesie pod Niemenczynem koło Wilna Niemcy zamordowali około 400 Żydów.
- 1942 – Utworzono Narodowe Siły Zbrojne (NSZ).
- 1943 – Podczas rejsu szkoleniowego na Zatoce Gdańskiej zatonął niemiecki okręt podwodny U-346, w wyniku czego zginęło 37 spośród 43 członków załogi.
- 1944 – 51. dzień powstania warszawskiego: siły polskie wycofały się z Czerniakowa.
- 1945 – Rozwiązano organizację konspiracyjną Polska Niepodległa.
- 1947 – Krajowy prowidnyk Organizacji Ukraińskich Nacjonalistów Jarosław Staruch został otoczony przez żołnierzy KBW i wysadził się w schronie w lasach pod Lubaczowem.
- 1952 – Rozpoczęło działalność Polskie Radio Lublin.
- 1961 – W wypadku samochodowym pod Łowiczem zginął reżyser filmowy Andrzej Munk.
- 1963 – Premiera filmu Pasażerka w reżyserii Andrzeja Munka i Witolda Lesiewicza.
- 1969 – Waldemar Baszanowski zdobył w Warszawie złoty medal Mistrzostw Świata w podnoszeniu ciężarów.
- 1973 – W Warszawie odsłonięto Pomnik Polegli Niepokonani.
- 1974 – Premiera filmu kryminalnego Zapis zbrodni w reżyserii Andrzeja Trzosa-Rastawieckiego.
- 1979 – Założono klub piłkarski Górnik Łęczna.
- 1981 – Osłonięto i poświęcono Pomnik ks. dra Jana Dzierżona w Kluczborku.
- 1982 – Premiera filmu Dolina Issy w reżyserii Tadeusza Konwickiego.
- 1991 – W Gdańsku założono Związek Miast Bałtyckich.
- 1993 – Premiera filmu Balanga w reżyserii Łukasza Wylężałka.
- 1996 – Na lotnisku Bemowo w Warszawie odbył się koncert Michaela Jacksona w ramach trasy HIStory.
- 2002 – Premiera filmu Anioł w Krakowie w reżyserii Artura Więcka.
- 2003 – Odkryto Jaskinię Wiślańską w Beskidzie Śląskim.
- 2008 – Niemiec Jens Voigt wygrał 65. Tour de Pologne.
- 2010 – Oficjalnie otwarto zmodernizowany Stadion Miejski w Poznaniu, jedną z czterech polskich aren XIV Mistrzostw Europy w Piłce Nożnej w 2012 roku.

## Wydarzenia na świecie

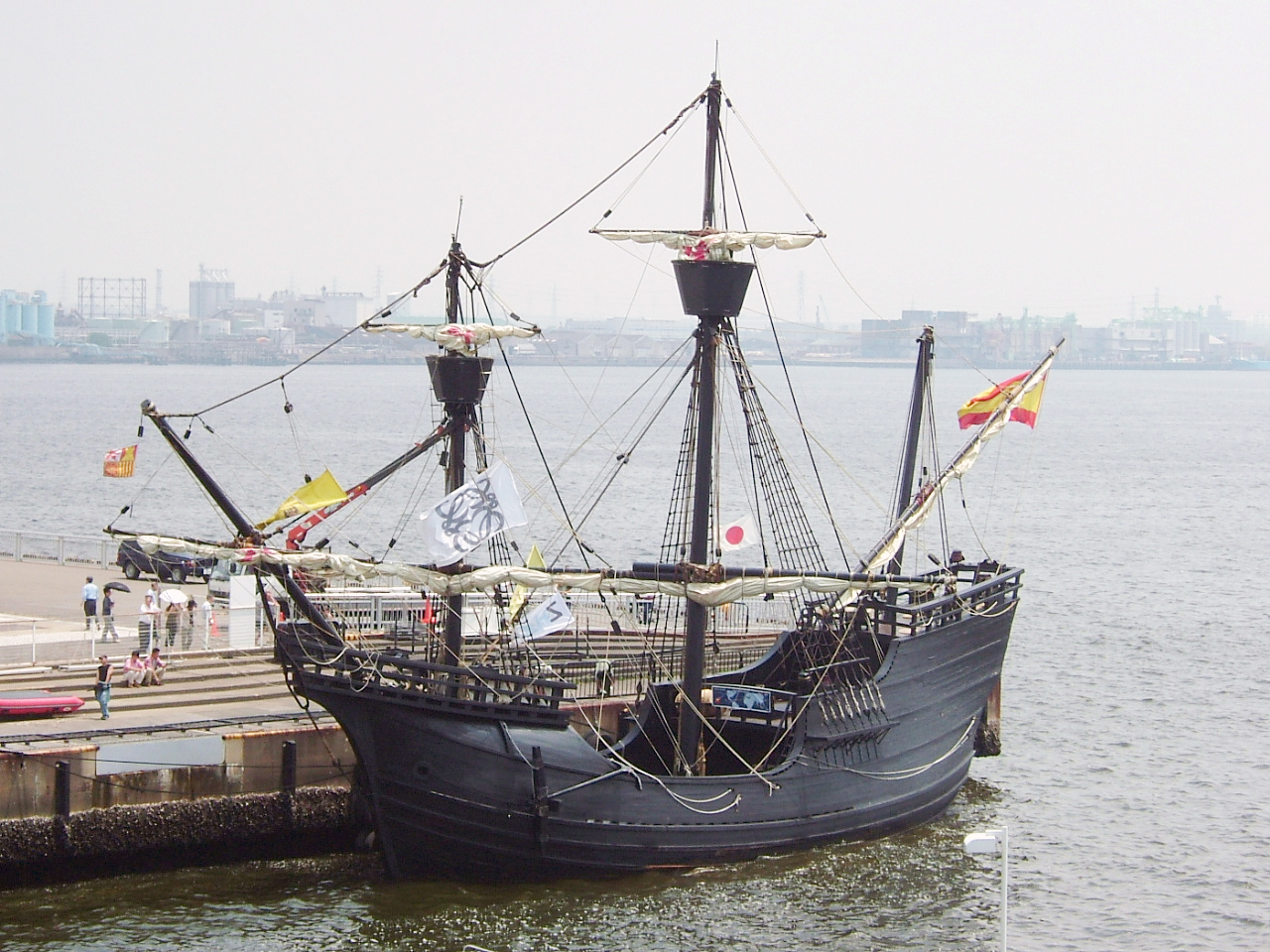
Replika karaki „Victoria” – jednego z pięciu żaglowców Ferdynanda Magellana

- 331 p.n.e. – W trakcie wyprawy wojennej do Babilonii wojska Aleksandra Wielkiego przekroczyły podczas całkowitego zaćmienia Księżyca rzekę Tygrys.
- 52 p.n.e. – Wojna Rzymu z Galami: zwycięstwo Rzymian w bitwie pod Alezją.
- 1066 – Podbój Anglii przez wikingów: zwycięstwo najeźdźców w bitwie pod Gate Fulford.
- 1159 – W Ninfie urzędujący papież Aleksander III otrzymał sakrę biskupią.
- 1187 – Wojska Saladyna rozpoczęły oblężenie Jerozolimy, stolicy Królestwa Jerozolimskiego.
- 1378 – Biskup Cambrai Robert z Genewy został wybrany na papieża i przyjął imię Klemens VII. Rozpoczęła się wielka schizma zachodnia.
- 1410 – Zygmunt Luksemburski został wybrany przez część elektorów na króla Niemiec. Pozostali elektorzy wybrali na antykróla Jodoka z Moraw.
- 1459 – Pierwsza znana wzmianka o Bukareszcie w dokumencie sygnowanym przez Włada Palownika.
- 1519 – Portugalski żeglarz Ferdynand Magellan wypłynął z hiszpańskiego portu Sanlúcar de Barrameda w pierwszą w historii wyprawę dookoła świata.
- 1526 – Kardynał Pompeo Colonna zajął przy użyciu wojska bazylikę na Lateranie oraz Zatybrze, zmuszając tym samym papieża Klemensa VII do schronienia się w Zamku Świętego Anioła; złupiono także Wzgórze Watykańskie.
- 1565 – Wojska hiszpańskie zdobyły kolonię francuską Fort Caroline w pobliżu Jacksonville na Florydzie.
- 1596 – Diego de Montemayor założył miasto Monterrey w północno-wschodnim Meksyku.
- 1600 – Irlandzka wojna dziewięcioletnia: rozpoczęła się bitwa pod Moyry Pass.
- 1604 – Wojna osiemdziesięcioletnia: po ponad 3 latach oblężenia wojska hiszpańskie zdobyły bronioną przez niderlandzkich powstańców Ostendę.
- 1626 – Wojna chłopska w Austrii: stoczono bitwę pod Pranem.
- 1643 – Angielska wojna domowa: w bitwie pod Newbury wojska dowodzone przez Roberta Devereux pokonały armię rojalistów pod wodzą Karola I Stuarta.
- 1644 – Cesarz Shunzhi przeniósł stolicę Chin z Shenyang do Pekinu.
- 1685 – Poświęcono drewniany kościół Admiralicji w szwedzkiej Karlskronie.
- 1697:
  - VII wojna wenecko-turecka: stoczono bitwę morską pod Eubeą.
  - Podpisano traktat w Rijswijk kończący wojnę Francji z Ligą Augsburską.
- 1703 – Wojna o sukcesję hiszpańską: zwycięstwo wojsk habsburskich nad pruskimi w bitwie pod Höchstädt an der Donau.
- 1730 – Został obalony sułtan Imperium Osmańskiego Ahmed III. Jego następcą został Mahmud I.
- 1785 – Papież Pius VI utworzył diecezję czeskobudziejowicką.
- 1792 – I koalicja antyfrancuska: zwycięstwo rewolucyjnej armii francuskiej nad wojskami austriacko-pruskimi w bitwie pod Valmy.
- 1793:
  - Rewolucja francuska: został aresztowany i osadzony w więzieniu w Sèvres były książę anektowanego przez Francję Monako Honoriusz III Grimaldi; Konwent Narodowy zaaprobował wprowadzenie kalendarza republikańskiego.
- 1835 – Wybuchło tzw. powstanie Farrapos – zryw społeczny farmerów i biedoty przeciwko władzom Cesarstwa Brazylii.
- 1839:
  - Między Amsterdamem a Haarlemem otwarto pierwszą linię kolejową w Holandii.
  - Pierwszy statek z kilkudziesięcioma członkami New Zealand Company dotarł do terenów na których obecnie leży stolica Nowej Zelandii – Wellington.
- 1848 – Założono Amerykańskie Towarzystwo Postępu Naukowego (AAAS).
- 1849 – Cesarz Haiti Faustyn I wprowadził nową konstytucję, wzorowaną na ustawie zasadniczej I Cesarstwa Francuskiego.
- 1850 – Zniesiono handel niewolnikami w Dystrykcie Kolumbii.
- 1854 – Wojna krymska: zwycięstwo wojsk brytyjsko-francusko-tureckich nad rosyjskimi w bitwie nad rzeką Almą.
- 1860 – Brytyjski następca tronu książę Walii Albert Edward rozpoczął wizytę w Stanach Zjednoczonych.
- 1861 – Wojna secesyjna: zwycięstwo Konfederatów w I bitwie pod Lexington.
- 1862 – Wojna secesyjna: zwycięstwo Konfederatów w bitwie pod Sheperdstown.
- 1863 – Wojna secesyjna: zwycięstwo Konfederatów w bitwie nad Chickamaugą.
- 1870 – Zjednoczenie Włoch: wojska włoskie zdobyły Rzym, ówczesną stolicę Państwa Kościelnego.
- 1872 – W Kolonii rozpoczął się trzydniowy kongres starokatolicków.
- 1878 – Ukazało się pierwsze wydanie anglojęzycznego indyjskiego dziennika „The Hindu”.
- 1879 – Założono najstarszy na wyspie Irlandia klub piłkarski Cliftonville F.C.
- 1881 – Przyszły król Szwecji Gustaw V poślubił księżniczkę Wiktorię Badeńską.
- 1882 – Figueira da Foz w Portugalii uzyskała prawa miejskie.
- 1893 – Francuski astronom Auguste Charlois odkrył planetoidę (377) Campania.
- 1898 – Łotewski Niemiec Konstantin Rengarten zakończył trwającą od 15 sierpnia 1894 roku pieszą wędrówkę dookoła świata na trasie: Ryga-Rostów nad Donem-Iran-Irkuck-Urga-Pekin-Japonia-USA (Seattle-San Francisco-Chicago-Nowy Jork)-Francja-Ryga, przemierzywszy 26 877 km.
- 1904 – W amerykańskim Dayton bracia Wright odbyli mierzący ponad kilometr lot na dwupłatowcu Flyer 2.
- 1906 – Zwodowano transatlantyk „Mauretania”.
- 1911 – W pobliżu Southampton brytyjski krążownik HMS „Hawke” zderzył się z największym statkiem pasażerskim świata RMS „Olympic”.
- 1914 – W rozegranym w Buenos Aires pierwszym oficjalnym meczu piłkarskim między obiema reprezentacjami Argentyna pokonała Brazylię 3:0.
- 1916 – Cesarz Franciszek Józef I wydał w Wiedniu dekret o przekształceniu Legionów Polskich w Polski Korpus Posiłkowy.
- 1918:
  - W trakcie słuchania spowiedzi na ciele ojca Pio po raz pierwszy pojawiły się stygmaty – 5 krwawiących ran w miejscach ran Jezusa Chrystusa zadanych mu podczas ukrzyżowania.
  - Żołnierze brytyjscy rozstrzelali przy transkaukaskiej linii kolejowej 26 liderów Komuny Bakijskiej.
- 1925 – Założono paragwajski klub piłkarski Independiente Asunción.
- 1926 – Gangster polskiego pochodzenia Earl „Hymie Weiss” Wojciechowski dokonał w Cicero w stanie Illinois drugiego nieudanego zamachu na Ala Capone.
- 1928 – Huragan Okeechobee zabił w dniach 6-20 września ponad 4 tys. osób na Karaibach i w południowo-wschodnich stanach amerykańskich.
- 1929 – 22 osoby zginęły, a 55 odniosło obrażenia w pożarze lokalu rozrywkowego „Study Club” w Detroit w stanie Michigan.
- 1932:
  - Mahatma Gandhi rozpoczął strajk głodowy w więzieniu w Pune.
  - Otwarto Estádio Couto Pereira w brazylijskiej Kurytybie.
- 1937 – Hiszpańska wojna domowa: zwycięstwo frankistów w bitwie pod El Mazuco.
- 1939:
  - Bitwa o Atlantyk: niemiecki okręt podwodny U-27 został zatopiony u wybrzeży Szkocji przez niszczyciele „Fortune” i „Forester”(inne języki). Cała załoga została uratowana i wzięta do niewoli.
  - Okręt podwodny ORP „Wilk” po przedarciu się z Bałtyku na Morze Północne zawinął do portu w szkockim Rosyth.
- 1942:
  - Amerykanie przeprowadzili pierwszy lot testowy przejętego w stanie nienaruszonym japońskiego myśliwca Mitsubishi A6M (tzw. Zero z Akutan).
  - Panhelleński Związek Walczącej Młodzieży (PEAN) dokonał zamachu na cały obradujący zarząd największej greckiej partii prohitlerowskiej Narodowej Socjalistycznej Organizacji Patriotycznej (ESPO), w praktyce kończący jej działalność. Oprócz 29 Greków zginęło też 43 oficerów niemieckich.
- 1943:
  - Bitwa o Atlantyk: niemiecki okręt podwodny U-338 został zatopiony wraz z całą, 51-osobową załogą przez kanadyjską korwetę HMCS „Drumheller”.
  - Z Oflagu VI B w niemieckim Dössel uciekło podkopem 47 polskich oficerów, spośród których schwytano i rozstrzelano 37.
- 1944:
  - Karol Koburg został księciem regentem Belgii w miejsce swego brata Leopolda III.
  - Operacja „Market Garden”: wojska alianckie zdobyły most na rzece Waal w Nijmegen.
  - Pietro Caruso, szef kolaborującej z Niemcami policji włoskiej, który brał udział w kompletowaniu listy 335 zakładników rozstrzelanych 24 marca tego roku w Grotach Ardeatyńskich, został skazany przez sąd w Rzymie na karę śmierci. Wyrok wykonano następnego dnia.
  - W Białoruskiej SRR utworzono obwód grodzieński, obwód mołodeczański (zniesiony w 1960) i obwód bobrujski (zniesiony w 1954).
- 1945 – Mahatma Gandhi wraz z Jawaharlalem Nehru poprosili wojska Wielkiej Brytanii o opuszczenie Indii.
- 1946 – Rozpoczął się pierwszy Festiwal Filmowy w Cannes.
- 1947 – Założono peruwiański klub piłkarski CS Unión Huaral.
- 1948 – Dokonano oblotu radzieckiego śmigłowca Mi-1.
- 1949 – W RFN utworzono pierwszy rząd Konrada Adenauera.
- 1950 – Dokonano oblotu radzieckiego samolotu pasażersko-towarowego Ił-14.
- 1954:
  - Na forum ONZ przyjęto konwencję dotyczącą statusu bezpaństwowców.
  - Przyjęto konstytucję ChRL.
  - Powstał pierwszy program napisany w języku Fortran.
- 1955 – Rząd radziecki przyznał pełną suwerenność NRD.
- 1957 – Keith Holyoake został premierem Nowej Zelandii.
- 1958:
  - Chalid Hibri został premierem Libanu.
  - We Włoszech weszła w życie ustawa zakazująca prowadzenia domów publicznych.
- 1960 – Benin, Burkina Faso, Cypr, Gabon, Kamerun, Kongo, Madagaskar, Niger, Republika Środkowoafrykańska, Somalia, Togo i Wybrzeże Kości Słoniowej zostały członkami ONZ.
- 1961 – W Tokio otwarto Ogród Botaniczny Jindai.
- 1962 – Afroamerykaninowi Jamesowi Meredithowi odmówiono przyjęcia na Uniwersytet Missisipi.
- 1963 – Jozef Lenárt został premierem Czechosłowacji.
- 1966 – Gujana została członkiem ONZ.
- 1967:
  - Nigeryjskie siły rządowe zlikwidowały separatystyczną Republikę Beninu.
  - Zwodowano brytyjski statek pasażerski „Queen Elizabeth 2”.
- 1969 – 76 osób zginęło w południowym Wietnamie w wyniku zderzenia samolotu Douglas DC-4 z myśliwcem McDonnell Douglas F-4 Phantom II.
- 1970 – W trakcie walk mających na celu wyparcie z Jordanii palestyńskich bojowników 200 czołgów syryjskich, oficjalnie obsługiwanych przez bojowników OWP, przekroczyło granicę, pomagając im ponownie opanować Irbid i Adżlun.
- 1972:
  - Po porażce kanclerza RFN Willy’ego Brandta w głosowaniu nad wotum zaufania został rozwiązany Bundestag.
  - W Hondurasie około 10 tys. osób zginęło po przejściu huraganu Fifi.
- 1973 – W Houston w ramach tenisowej tzw. „wojny płci” 29-letnia Amerykanka Billie Jean King pokonała w setach 3:0 swego 55-letniego rodaka Bobby’ego Riggsa.
- 1974:
  - Joaquim Chissano został premierem Mozambiku.
  - Na japońskiej wyspie Hokkaido utworzono Park Narodowy Rishiri-Rebun-Sarobetsu.
- 1976 – W katastrofie tureckiego Boeinga 727 w mieście Isparta zginęło 155 osób.
- 1977 – Dżibuti i Wietnam zostały członkami ONZ.
- 1978 – Do RFN przybyła z wizytą delegacja Episkopatu Polski z kardynałami Stefanem Wyszyńskim i Karolem Wojtyłą na czele.
- 1979 – W Republice Środkowoafrykańskiej, przy wsparciu komandosów francuskich, obalono samozwańczego cesarza Bokassę I.
- 1984 – 23 osoby zginęły w wyniku samobójczego zamachu na amerykańską ambasadę w stolicy Libanu, Bejrucie.
- 1989 – Na londyńskim West Endzie odbyła się premiera musicalu Miss Saigon z muzyką Claude’a-Michela Schönberga.
- 1990 – Osetia Południowa proklamowała niepodległość (od Gruzji).
- 1991 – Powstała Służba Bezpieczeństwa Ukrainy (SBU).
- 1992:
  - Chuan Leekpai został premierem Tajlandii.
  - Francuzi opowiedzieli się w referendum za przyjęciem Traktatu z Maastricht.
  - W Estonii odbyły się pierwsze wolne wybory po upadku ZSRR.
- 1994:
  - Weszło w życie zawieszenie broni w czasie wojny domowej w Tadżykistanie.
  - Żołnierz Tian Mingjian zastrzelił 28 osób i ranił 47 innych w centrum Pekinu w Chinach, po czym został zastrzelony przez siły specjalne wojska.
- 2000 – Podczas XXVII Letnich Igrzysk Olimpijskich w Sydney Renata Mauer-Różańska zdobyła złoty medal w konkurencji karabinu kulowego w 3 postawach.
- 2001 – W przemówieniu w Kongresie USA prezydent USA George W. Bush ogłosił wojnę z terroryzmem.
- 2003 – Obywatele Łotwy opowiedzieli się w referendum za akcesją do Unii Europejskiej.
- 2004 – USA zniosły embargo na Libię.
- 2006:
  - Ali Abd Allah Salih wygrał ponownie wybory prezydenckie w Jemenie.
  - W wyniku przewrotu wojskowego w Tajlandii został obalony premier Thaksin Shinawatra, a władzę w kraju przejęła Rada ds. Reformy Administracyjnej.
- 2008:
  - 43 osoby zginęły, a 88 zostało rannych w pożarze w klubie nocnym w Shenzhen w Chinach.
  - 54 osoby zginęły, a 266 zostało rannych w zamachu bombowym na hotel Marriott w stolicy Pakistanu Islamabadzie.
  - Prezydent RPA Thabo Mbeki ogłosił rezygnację ze stanowiska.
- 2009 – Ponad 100 osób zginęło w bitwie w Duk Padiet w Sudanie Południowym pomiędzy plemionami Lou Nuer i Dinka oraz siłami bezpieczeństwa.
- 2010 – 23 osoby zginęły, a 50 zostało rannych w katastrofie kolejowej w Badarwas w środkowych Indiach.
- 2011 – Michael Sata wygrał wybory prezydenckie w Zambii.
- 2013 – 18 osób zginęło, a 20 zostało rannych w zamachu bombowym na sunnicki meczet w irackim mieście Samarra.
- 2015 – Weszła w życie nowa konstytucja Nepalu.
- 2016 – Jeden pilot zginął a drugi został ranny w katastrofie treningowej, dwumiejscowej wersji samolotu szpiegowskiego Lockheed U-2 w północnej Kalifornii.
- 2018 – Ponad 200 osób zginęło w katastrofie promu na Jeziorze Wiktorii w Tanzanii.
- 2023 – Zawarto porozumienie kończące krótkotrwałą III wojnę o Górski Karach pomiędzy nieuznawaną przez społeczność międzynarodową Republiką Górskiego Karabachu a Azerbejdżanem.

## Eksploracja kosmosu
- 1966 – Wystrzelono amerykańską sondę księżycową Surveyor 2.
- 1970 – Radziecka sonda Łuna 16 wylądowała na Księżycu.

## Urodzili się
- 923 – Kyunyŏ, koreański mnich buddyjski, poeta (zm. 973)
- 1486 – Artur Tudor, książę Walii (zm. 1502)
- 1499 – Jan Albrecht Hohenzollern, niemiecki duchowny katolicki, biskup Halberstadt, arcybiskup Magdeburga (zm. 1550)
- 1503 – Andrzej Frycz Modrzewski, polski pisarz polityczny, sekretarz królewski (zm. 1572)
- 1527 – Olbracht Jagiellończyk, królewicz polski, książę litewski (zm. 1527)
- 1593 – Gottfried Scheidt, niemiecki kompozytor, organista (zm. 1661)
- 1599 – Chrystian Brunszwicki, książę Brunszwiku-Lüneburga, wojskowy, protestancki administrator diecezji Halberstadt (zm. 1626)
- 1610 – Georg Marggraf niemiecki przyrodnik, kartograf, botanik, zoolog, astronom, meteorolog (zm. 1644)
- 1611 – Joachim Pastorius, polski historyk, sekretarz królewski, pisarz, lekarz, arianin, a następnie duchowny katolicki, kanonik warmiński (zm. 1681)
- 1613 – Jean-François Paul de Gondi, francuski duchowny katolicki, arcybiskup Paryża, kardynał (zm. 1679)
- 1614 – Martino Martini, włoski jezuita, misjonarz, historyk, geograf, kartograf (zm. 1661)
- 1638 – Antonio Gherardi, włoski malarz, architekt (zm. 1702)
- 1662 – Teodor Wolff von Ludinghausen, inflancki duchowny katolicki, jezuita, biskup inflancko-piltyński i chełmiński (zm. 1712)
- 1663 – Pirro Albergati, włoski kompozytor (zm. 1735)
- 1678 – Matthäus Seutter, niemiecki kartograf, miedziorytnik, wydawca (zm. 1757)
- 1685 – Giuseppe Mateo Alberti, włoski kompozytor, skrzypek (zm. 1751)
- 1700 – Wiktor II Fryderyk, książę Anhalt-Bernburg (zm. 1765)
- 1703 – David Nitschmann, niemiecki duchowny i misjonarz braci morawskich (zm. 1779)
- 1730 – Robert Murray Keith, brytyjski generał, polityk (zm. 1795)
- 1738 – Joachim Nettelbeck, niemiecki polityk, burmistrz Kołobrzegu (zm. 1824)
- 1744 – (lub 21 września) Giacomo Quarenghi, włoski architekt, malarz (zm. 1817)
- 1746 – (data chrztu) Maurycy Beniowski, polski podróżnik, awanturnik, autor pamiętników pochodzenia węgierskiego (zm. 1786)
- 1748 – Benjamin Goodhue, amerykański kupiec, polityk, senator (zm. 1814)
- 1752 – Hieronim Stroynowski, polski duchowny katolicki, biskup wileński (zm. 1815)
- 1758 – Jean-Jacques Dessalines, haitański polityk, cesarz Haiti (jako Jakub I) (zm. 1806)
- 1759 – Marie-Jean Hérault de Séchelles, francuski rewolucjonista (zm. 1794)
- 1760 – John Rutherfurd, amerykański prawnik, polityk, senator (zm. 1840)
- 1770 – Dominik Lentini, włoski duchowny katolicki, błogosławiony (zm. 1828)
- 1777 – Franciszek Faygiel, polski duchowny katolicki, prepozyt kapituły przemyskiej i rektor przemyskiego seminarium duchownego (zm. 1836)
- 1778 – Fabian Bellingshausen, niemiecko-bałtycki podróżnik, odkrywca, badacz Antarktyki (zm. 1852)
- 1789 – Jerzy II, książę Waldecku i Pyrmentu (zm. 1845)
- 1790 – Francisco Acuña de Figueroa, urugwajski poeta (zm. 1862)
- 1791 – Jan Kanty Dąbrowski, polski duchowny katolicki, biskup pomocniczy poznański (zm. 1853)
- 1795 – Aleksander Bohatkiewicz, polski bibliograf, bibliotekarz (zm. 1833)
- 1798 – Samuel Henry Dickson, amerykański lekarz, pedagog, prozaik, poeta (zm. 1872)
- 1799 – Edward Calvert, brytyjski malarz, grafik (zm. 1883)
- 1802 – Ludwik, książę Anhalt-Köthen (zm. 1818)
- 1803:
  - Piotr Maubant, francuski duchowny katolicki, misjonarz, męczennik, święty (zm. 1839)
  - Władysław Hieronim Sanguszko, polski książę, ziemianin, polityk (zm. 1870)
- 1804 – Porfiriusz (Uspienski), rosyjski biskup prawosławny (zm. 1885)
- 1809 – Nestor Kukolnik, rosyjski prozaik, dramaturg (zm. 1868)
- 1810:
  - George Coles, kanadyjski polityk (zm. 1875)
  - Placyd Jankowski, polski duchowny unicki, a następnie prawosławny, pisarz (zm. 1872)
- 1813 – William Otis, amerykański wynalazca (zm. 1839)
- 1819 – Théodore Chassériau, francuski malarz (zm. 1856)
- 1820:
  - Richard Spaight Donnell, amerykański prawnik, polityk (zm. 1867)
  - Stanisław Przystański, polski fizyk, encyklopedysta, organizator instytucji naukowych i oświatowych (zm. 1887)
- 1831:
  - Maciej Błażejewski, polski działacz robotniczy i socjalistyczny, uczestnik powstania styczniowego, zesłaniec (zm. 1897)
  - Hedwig Dohm, niemiecka pisarka, feministka (zm. 1919)
- 1832 – Jan Abert, czeski kompozytor (zm. 1915)
- 1833 – Ernesto Teodoro Moneta, włoski polityk, publicysta, laureat Pokojowej Nagrody Nobla (zm. 1918)
- 1839 – Olga Fiodorowna, rosyjska wielka księżna (zm. 1891)
- 1842:
  - James Dewar, szkocki chemik, fizyk, wykładowca akademicki (zm. 1923)
  - Diomede Falconio, włoski duchowny katolicki, biskup Lacedonii, arcybiskup metropolita Acetenzy i Materny, wysoki urzędnik Kurii Rzymskiej, kardynał (zm. 1917)
  - Eustachy Benedykt Koziełł-Poklewski, polski fotograf, uczestnik powstania styczniowego, emigrant (zm. ?)
- 1843:
  - Klementyna Granzow, polska filantropka (zm. 1890)
  - Mikołaj Romanow, rosyjski wielki książę (zm. 1865)
- 1844 – Iosafat Gundius, rosyjski architekt pochodzenia polskiego (zm. 1880)
- 1846 – Jadwiga Sikorska, polska pedagog, filantropka (zm. 1927)
- 1848 – Michał Słuszkiewicz, polski rzemieślnik, działacz społeczny, radny i burmistrz Sanoka (zm. 1936)
- 1849 – Fritz Rimrott, niemiecki inżynier mechanik, konstruktor lokomotyw, menadzer kolejowy (zm. 1923)
- 1850 – Eustachy Zagórski, polski ziemianin, polityk (zm. 1912)
- 1851:
  - Ludwik Bauer, polski przemysłowiec, działacz społeczny i gospodarczy, polityk, burmistrz Włocławka (zm. 1927)
  - Henry Stephens Salt, brytyjski pisarz, reformator społeczny (zm. 1939)
- 1853 – Rama V, król Syjamu (zm. 1910)
- 1854 – Ruggero Berlam, włoski architekt, malarz (zm. 1920)
- 1857 – Aleksandra Aspis, polska nauczycielka (zm. 1933)
- 1860 – James Gillett, amerykański prawnik, polityk (zm. 1937)
- 1861:
  - Mychajło Paczowski, ukraiński pedagog, działacz społeczny, publicysta, pisarz (zm. 1933)
  - Herbert Putnam, amerykański bibliotekarz (zm. 1955)
- 1862 – Eustaquio Ilundáin y Esteban, hiszpański duchowny katolicki, arcybiskup Sewilli, kardynał (zm. 1937)
- 1865:
  - Louis Bornó, haitański adwokat, dyplomata, polityk, prezydent Haiti (zm. 1942)
  - Feliks Jabłczyński, polski chemik, grafik, malarz, pisarz (zm. 1928)
  - Lubor Niederle, czeski slawista, antropolog, etnograf, archeolog, historyk, malarz (zm. 1944)
- 1866:
  - George Coșbuc, rumuński dziennikarz, poeta, tłumacz, nauczyciel (zm. 1918)
  - Vincas Karoblis, litewski prawnik, polityk (zm. 1939)
- 1868 – Isidor Fischer, austriacki ginekolog, historyk medycyny (zm. 1943)
- 1869 – Marcel Cachin, francuski działacz komunistyczny, polityk (zm. 1958)
- 1872:
  - Maurice Gamelin, francuski generał (zm. 1958)
  - Walter E. Scott, amerykański podróżnik, poszukiwacz złota (zm. 1954)
- 1873:
  - Franciszek Hutten-Czapski, polski ziemianin, starosta wrzesiński (zm. 1953)
  - Sidney Olcott, kanadyjski reżyser filmowy (zm. 1949)
  - Ferenc Szisz, węgierski kierowca wyścigowy (zm. 1944)
  - Robert Wrenn, amerykański tenisista (zm. 1925)
- 1875 – Matthias Erzberger, niemiecki pisarz, polityk (zm. 1921)
- 1877:
  - Marko Kalogjera, chorwacki biskup Chorwackiego Kościoła Starokatolickiego (zm. 1956)
  - Jan Wantuła, polski ślusarz hutniczy, pomolog, pisarz ludowy, bibliofil (zm. 1953)
- 1878:
  - Lizzy Lind af Hageby, szwedzka działaczka na rzecz praw zwierząt, pacyfistka, publicystka (zm. 1963)
  - Upton Sinclair, amerykański pisarz (zm. 1968)
- 1879 – Victor Sjöström, szwedzki aktor, reżyser, scenarzysta i producent filmowy (zm. 1960)
- 1880:
  - Jimmy Bannister, angielski piłkarz (zm. 1953)
  - Ugo Cavallero, włoski dowódca wojskowy (zm. 1943)
  - Ildebrando Pizzetti, włoski kompozytor (zm. 1968)
  - Elizabeth Kenny, australijska pielęgniarka (zm. 1952)
- 1881:
  - Tadeusz Rogalski, polski lekarz, anatom, wykładowca akademicki (zm. 1957)
  - Michał Skrzypczyk, polski pisarz ludowy (zm. 1904)
- 1882:
  - Ossip Bernstein, francuski prawnik, szachista pochodzenia żydowskiego (zm. 1962)
  - Franck R. Havenner, amerykański polityk (zm. 1967)
  - Marceli Nowakowski, polski duchowny katolicki, działacz społeczny (zm. 1940)
- 1883 – Albrecht Alt, niemiecki teolog protestancki, wykładowca akademicki (zm. 1956)
- 1884:
  - Spiridon Kedia, gruziński polityk, emigracyjny działacz narodowy i publicysta (zm. 1948)
  - Stanisław Zdyb, polski taternik, fotograf, ratownik TOPR (zm. 1954)
- 1885:
  - Enrico Mizzi, maltański prawnik, dziennikarz, polityk, premier Malty (zm. 1950)
  - Jelly Roll Morton, amerykański pianista i kompozytor jazzowy (zm. 1941)
  - Eustachy Rudziński, polski działacz ludowy i spółdzielczy, polityk, poseł na Sejm Ustawodawczy i Sejm RP (zm. 1953)
  - Ignacy Świrski, polski duchowny katolicki, biskup siedlecki (zm. 1968)
- 1886:
  - Cecylia z Meklemburgii-Schwerinu, księżna pruska (zm. 1954)
  - Jakub Dymitrowski, polski duchowny katolicki, uczestnik ruchu oporu (zm. 1941)
  - Edward Gibalski, polski żołnierz Legionów Polskich, bojowiec bojowiec PPS (zm. 1915)
  - Michał Marczak, polski historyk, bibliotekarz, etnograf, publicysta, pedagog (zm. 1945)
  - Mae Nolan, anerykańska polityk (zm. 1973)
  - Charles Williams, brytyjski teolog, prozaik, poeta, krytyk literacki (zm. 1945)
- 1887:
  - Erich Hecke, niemiecki matematyk, wykładowca akademicki (zm. 1947)
  - Witold Jabłoński, polski sierżant Legionów Polskich (zm. 1916)
- 1888:
  - Antonio Allocchio, włoski szpadzista (zm. 1956)
  - Ríkarður Jónsson, islandzki rzeźbiarz (zm. 1977)
  - John Painter, amerykański weteran wojenny, superstulatek (zm. 2001)
  - Samijło Pidhirśkyj, ukraiński prawnik, adwokat, polityk, członek Ukraińskiej Centralnej Rady, poseł na Sejm RP (zm. 1944)
- 1889:
  - Jan Klimek, polski pocztowiec, uczestnik obrony Poczty Polskiej w Gdańsku (zm. 1939)
  - Henryk Pobóg-Malinowski, polski działacz niepodległościowy, zesłaniec (zm. 1930)
  - Charles Reidpath, amerykański lekkoatleta, sprinter (zm. 1975)
- 1890:
  - Rachel Bluwstein, rosyjska poetka pochodzenia żydowskiego (zm. 1931)
  - Franciszek Bochynek, polski działacz komunistyczny (zm. 1921)
  - Hans Hoyer, niemiecki pilot wojskowy, as myśliwski (zm. 1917)
- 1891:
  - Tadeusz Lehr-Spławiński, polski językoznawca, slawista, wykładowca akademicki (zm. 1965)
  - James Montgomery, kanadyjski strzelec sportowy (zm. 1964)
- 1892 – Patricia Collinge, amerykańska aktorka pochodzenia irlandzkiego (zm. 1974)
- 1893:
  - Michał Ornatkiewicz, polski inżynier (zm. 1940)
  - Hans Scharoun, niemiecki architekt, wykładowca akademicki (zm. 1972)
- 1894:
  - Michał Kłopotowski, polski major dyplomowany kawalerii (zm. 1940)
  - Lewis B. Schwellenbach, amerykański polityk, sekretarz pracy (zm. 1948)
- 1895:
  - Menachem Bader, izraelski polityk (zm. 1985)
  - Eris O’Brien, australijski duchowny katolicki, arcybiskup Canberry-Goulburn (zm. 1974)
  - Joseph Wehner, amerykański pilot wojskowy, as myśliwski (zm. 1918)
- 1896 – Friedrich Sämisch, niemiecki szachista (zm. 1975)
- 1897:
  - Humberto de Alencar Castelo Branco, brazylijski dowódca wojskowy, polityk, Prezydenci Brazylii (zm. 1967)
  - Iwan Kuzniecow, radziecki polityk (zm. 1983)
  - Áron Tamási, węgierski pisarz (zm. 1966)
- 1898 – Stanisław Marciniec, polski agent wywiadu (zm. 1942)
- 1899:
  - Hans Ibbeken, niemiecki oficer marynarki (zm. 1971)
  - Jan Kawulok, polski twórca ludowy (zm. 1976)
  - Dalip Singh Saund, amerykański polityk pochodzenia indyjskiego (zm. 1973)
  - Leo Strauss, niemiecko-amerykański myśliciel polityczny pochodzenia żydowskiego (zm. 1973)
- 1900:
  - Eustachy Chmielewski, polski architekt (zm. 1977)
  - Władysław Galica, podpułkownik piechoty Wojska Polskiego (zm. 1943)
  - Joachim Jeremias, niemiecki teolog luterański, biblista (zm. 1979)
- 1902:
  - Vladimir Clementis, czechosłowacki polityk komunistyczny (zm. 1952)
  - Franciszek Kamiński, polski generał dywizji, działacz ruchu ludowego, komendant główny Batalionów Chłopskich (zm. 2000)
  - Adrienne von Speyr, szwajcarska lekarka, mistyczka katolicka, stygmatyczka (zm. 1967)
  - Cesare Zavattini, włoski reżyser i scenarzysta filmowy (zm. 1989)
- 1903:
  - Natalla Arsieńniewa, białoruska poetka, dramaturg, tłumaczka, emigracyjna działaczka kulturalno-oświatowa (zm. 1997)
  - Edward Giergielewicz, polski prawnik, kapitan (zm. 1940)
  - Willy Schärer, szwajcarski lekkoatleta, średniodystansowiec (zm. 1982)
- 1905:
  - Abe Coleman, amerykański wrestler pochodzenia żydowskiego (zm. 2007)
  - Aleksiej Pierwuszyn, radziecki generał major (zm. 1975)
- 1906:
  - Jean Dréville, francuski reżyser filmowy (zm. 1997)
  - Stuart Milner-Barry, brytyjski szachista, kryptolog (zm. 1995)
  - Zenon Sobota, polski major, żołnierz AK, prezydent Katowic (zm. 1952)
- 1907:
  - Antoine-Pierre Khoraiche, libański duchowny Kościoła maronickiego, patriarcha Antiochii, kardynał (zm. 1994)
  - Stefan Kieniewicz, polski historyk, archiwista (zm. 1992)
  - Alfons Tomaszewski, polski duchowny katolicki (zm. 1979)
- 1908:
  - Charles Holland, brytyjsjki kolarz szosowy i torowy (zm. 1989)
  - Tadeusz Kirschke, polski duchowny katolicki, dziennikarz (zm. 1996)
  - Alexander Mitscherlich, niemiecki lekarz, psycholog (zm. 1982)
  - Raymond J. Saulnier, amerykański ekonomista (zm. 2009)
  - Wazgen I, ormiański duchowny Apostolskiego Kościoła Ormiańskiego, Katolikos Wszystkich Ormian (zm. 1994)
- 1909 – Rafał Gerber, polski historyk (zm. 1981)
- 1910
  - Alicja Bombicka, polska przyrodniczka, kombatantka (zm. 2009)
  - Jacques Lebrun, francuski żeglarz sportowy (zm. 1996)
- 1912 – Bengt Ljungquist, szwedzki szpadzista, jeździec sportowy (zm. 1979)
- 1913:
  - Wiktor Konopko, polski rotmistrz (zm. 1944)
  - Witold Świerzewski, polski polityk (zm. 1988)
- 1914:
  - Marcel Kint, belgijski kolarz szosowy i torowy (zm. 2002)
  - Kenneth More, brytyjski aktor (zm. 1982)
- 1915 – Hughie Lee-Smith, amerykańska malarka, pedagog (zm. 1999)
- 1916:
  - Franciszek Czajkowski, polski porucznik pilot (zm. 1942)
  - Rudolf August Oetker, niemiecki przedsiębiorca (zm. 2007)
  - Meraj Khalid, pakistański prawnik, polityk, premier Pakistanu (zm. 2003)
  - Irena Szpak, polska pisarka, tłumaczka (zm. 2007)
  - Kazimierz Zając, polski ekonomista, statystyk (zm. 2012)
- 1917:
  - Red Auerbach, amerykański trener koszykówki pochodzenia żydowskiego (zm. 2006)
  - Abd al-Latif al-Baghdadi, egipski wojskowy, polityk (zm. 1999)
  - Fernando Rey, hiszpański aktor (zm. 1994)
  - Władysław Rubin, polski duchowny katolicki, biskup pomocniczy gnieźnieński, wysoki urzędnik Kurii Rzymskiej, kardynał (zm. 1990)
  - Obdulio Varela, urugwajski piłkarz, trener (zm. 1996)
- 1918:
  - Zygmunt Błażejewicz, polski major, żołnierz AK, uczestnik podziemia antykomunistycznego (zm. 2017)
  - Helena Madurowicz-Urbańska, polska historyk (zm. 2008)
  - Peg Phillips, amerykańska aktorka (zm. 2002)
  - Władimir Szewczenko, radziecki polityk (zm. 1997)
- 1919:
  - Zofia Morecka, polska ekonomistka (zm. 2016)
  - Jadwiga Podrygałło, polska porucznik, żołnierz AK, uczestniczka powstania warszawskiego (zm. 2015)
- 1920:
  - Hanns Cibulka, niemiecki prozaik, poeta (zm. 2004)
  - Barbara Jurewicz, polska aktorka (zm. 2017)
  - Witold Papużyński, polski energetyk (zm. 2008)
  - Krystyna Wolińska-Preyzner, polska autorka tekstów piosenek (zm. 2016)
- 1921:
  - Grażyna Chrostowska, polska poetka, działaczka konspiracji antyhitlerowskiej (zm. 1942)
  - Kurt Knispel, niemiecki pancerniak (zm. 1945)
  - Carlo Parola, włoski piłkarz, trener (zm. 2000)
- 1922:
  - Mirosław Jezierski, polski podchorąży, autor tekstów piosenek (zm. 1967)
  - Alicja Kuna-Iżowska, polska nauczycielka, działaczka PTTK (zm. 1968)
- 1923:
  - Stefan Bożkow, bułgarski piłkarz, trener (zm. 2014)
  - Aleksandr Kołdunow, radziecki pilot wojskowy, as myśliwski, marszałek lotnictwa (zm. 1992)
  - Ricardo Montez, gibraltarski aktor (zm. 2010)
  - Akkineni Nageshwara Rao, indyjski aktor (zm. 2014)
  - Piotr Wandycz, polski historyk (zm. 2017)
- 1924 – Adolfo Ferrari, włoski kolarz szosowy (zm. 1998)
- 1925:
  - Rama VIII, król Tajlandii (zm. 1946)
  - Eli Zborowski, polski działacz społeczny pochodzenia żydowskiego (zm. 2012)
- 1926:
  - Gertrud Kamp, szwedzka curlerka (zm. 2022)
  - Aleksander Krzymiński, polski ekonomista, polityk, wiceminister spraw zagranicznych (zm. 2017)
  - Libero Liberati, włoski motocyklista wyścigowy (zm. 1962)
  - Gilbert Ignatius Sheldon, amerykański duchowny katolicki, biskup pomocniczy Cleveland, biskup Steubenville (zm. 2023)
- 1927:
  - Sułtan Ibraimow, radziecki i kirgiski polityk (zm. 1980)
  - Henryk Kot, polski malarz, grafik (zm. 2008)
  - Red Mitchell, amerykański kontrabasista jazzowy, kompozytor, poeta, autor tekstów piosenek (zm. 1992)
  - Rachel Roberts, walijska aktorka (zm. 1980)
- 1928:
  - Jack Edwards, amerykański polityk (zm. 2019)
  - Janusz Nikodemski, polski ekonomista, powstaniec warszawski, żołnierz PSZ (zm. 2022)[4]
  - Manuel Seco, hiszpański filolog romański, leksykograf (zm. 2021)
  - Jerzy Sulima-Kamiński, polski pisarz (zm. 2002)
  - Juarez Teixeira, brazylijski piłkarz
  - Jerzy Topolski, polski historyk, metodolog (zm. 1998)
- 1929:
  - Tibor Bitskey, węgierski aktor (zm. 2015)
  - Andrzej Jaczewski, polski seksuolog (zm. 2020)
  - Anne Meara, amerykańska aktorka (zm. 2015)
  - Maciej Morawski, polski dziennikarz, publicysta, działacz emigracyjny (zm. 2021)
  - Vittorio Taviani, włoski reżyser filmowy (zm. 2018)
- 1930:
  - Peter Toshio Jinushi, japoński duchowny katolicki, biskup Sapporo (zm. 2021)
  - Jan Machnik, polski archeolog, profesor nauk humanistycznych (zm. 2023)
  - Richard Montague, amerykański matematyk, filozof (zm. 1971)
- 1931:
  - Jan Bochenek, polski sztangista (zm. 2011)
  - Chaja Hararit, izraelska aktorka, scenarzystka filmowa (zm. 2021)
  - Malachy McCourt, amerykański aktor (zm. 2024)
  - Napoleon Siess, polski dyrygent, działacz muzyczny (zm. 1986)
- 1932:
  - Barbro Arfwidsson, szwedzka curlerka
  - Stanisław Kucner, polski operator filmowy, reżyser filmów animowanych (zm. 2018)
  - Jean-Marie Londeix, francuski saksofonista (zm. 2025)
- 1933:
  - Máté Fenyvesi, węgierski piłkarz, polityk (zm. 2022)
  - Adela Gleijer, urugwajska aktorka
  - Mieczysław Szargan, polski poeta, prozaik, reżyser teatralny, dziennikarz (zm. 2021)
  - Mieczysław Szostek, polski chirurg, profesor nauk medycznych, poseł na Sejm PRL (zm. 2021)
  - Dennis Viollet, angielski piłkarz (zm. 1999)
- 1934:
  - Józef Bachórz, polski filolog, historyk literatury (zm. 2024)
  - Hamit Kaplan, turecki zapaśnik (zm. 1976)
  - Takayuki Kubota, japoński mistrz sztuk walki (zm. 2024)
  - Sophia Loren, włoska aktorka
  - Karen Sharpe, amerykańska aktorka
- 1935:
  - Andrzej Chruszczyński, polski krytyk literacki, literaturoznawca (zm. 2009)
  - Orlando, brazylijski piłkarz (zm. 2010)
  - David Pegg, brytyjski piłkarz (zm. 1958)
- 1936:
  - Gonzalo Ramiro del Castillo Crespo, boliwijski duchowny katolicki, biskup, ordynariusz polowy Boliwii (zm. 2019)
  - Andrew Davies, brytyjski scenarzysta filmowy
  - Jerzy Dworak, polski wolnomularz (zm. 2017)
  - Salvador Reyes, meksykański piłkarz, trener (zm. 2012)
  - Božidar Smiljanić, chorwacki aktor, reżyser teatralny, pisarz (zm. 2018)
  - Jacek Targosz, polski teoretyk muzyki (zm. 2008)
- 1937:
  - Birgitta Dahl, szwedzka nauczycielka, polityk, minister energii i środowiska, przewodnicząca Riksdagu (zm. 2024)
  - Stefan Siczek, polski duchowny katolicki, biskup pomocniczy radomski (zm. 2012)
  - Monica Zetterlund, szwedzka piosenkarka, aktorka (zm. 2005)
- 1938:
  - Wołodymyr Bojko, ukraiński przedsiębiorca, polityk (zm. 2015)
  - Stefan Markowski, polski polityk, poseł na Sejm PRL (zm. 1993)
- 1939:
  - Pastor Cuquejo, paragwajski duchowny katolicki, arcybiskup Asunción (zm. 2023)
  - Ryszard Grzegorczyk, polski piłkarz (zm. 2021)
  - Mihaly Meszaros, węgierski aktor (zm. 2016)
  - Nebojša Popov, serbski socjolog, działacz pokojowy (zm. 2016)
  - Peter Radford, brytyjski lekkoatleta, sprinter
  - Aina Ulmane, łotewska ekonomistka, pierwsza dama
- 1940:
  - Tarō Asō, japoński polityk, premier Japonii
  - Dymitr (Dikbasanis), grecki duchowny prawosławny, metropolita Gjirokastry (zm. 2025)
  - Terry McDermott, amerykański łyżwiarz szybki (zm. 2023)
  - Agnieszka Mancewicz, polska architekt, urbanista (zm. 2021)
  - Otfried Mickler, niemiecki socjolog
  - Aniela Moszyńska, polska malarka (zm. 2017)
- 1941:
  - Dale Chihuly, amerykański rzeźbiarz
  - Constantin Ciucă, rumuński bokser
  - Humphry Knipe, południowoafrykański pisarz, scenarzysta filmowy (zm. 2023)
  - Gerhard Körner, niemiecki piłkarz, trener
  - Winfried Lampert, niemiecki zoolog, ekolog (zm. 2021)
  - Michèle Lindeperg, francuska nauczycielka, polityk, eurodeputowana
  - François Sérvanin, francuski kierowca wyścigowy
  - Philipp Vandenberg, niemiecki pisarz
- 1942:
  - Albrecht Konecny, austriacki polityk (zm. 2017)
  - Robert Mroziewicz, polski historyk, dyplomata (zm. 2008)
  - Rose Francine Rogombé, gabońska polityk, tymczasowa prezydent Gabonu (zm. 2015)
- 1943:
  - Sani Abacha, nigeryjski generał, polityk, głowa państwa (zm. 1998)
  - Ted Neeley, amerykański aktor
- 1944:
  - Zbigniew Bomba, polski lekarz, polityk, poseł na Sejm RP (zm. 2023)
  - José Eulogio Gárate, hiszpański piłkarz pochodzenia argentyńskiego
  - Nikodem Wołk-Łaniewski, polski filmowiec, reżyser dźwięku, wykładowca akademicki
- 1945:
  - Torkild Brakstad, norweski piłkarz, trener (zm. 2021)
  - Gulnazar Keldi, tadżycki poeta (zm. 2020)
  - Francisco Rodríguez, wenezuelski bokser (zm. 2024)
- 1946:
  - Julian Kornhauser, polski prozaik, poeta, tłumacz, krytyk literacki pochodzenia żydowskiego
  - Päivi Paunu, fińska piosenkarka (zm. 2016)
  - Andrzej Tkacz, polski hokeista, bramkarz, trener
- 1947:
  - Małgorzata Chojnacka, polska gimnastyczka
  - István Kecskés, węgierski językoznawca (zm. 2025)
  - Wojciech Kurtyka, polski przedsiębiorca, wspinacz
  - Mia Martini, włoska piosenkarka, aktorka (zm. 1995)
  - Patrick Poivre d’Arvor, francuski pisarz, dziennikarz
- 1948:
  - Lisbeth Grönfeldt Bergman, szwedzka działaczka samorządowa, polityk
  - Terje Hanssen, norweski biathlonista
  - Zofia Kołakowska, polska lekkoatletka, biegaczka średniodystansowa
  - Frank Lampard (senior), angielski piłkarz
  - George R.R. Martin, amerykański pisarz science fiction i fantasy
  - Mariano Martínez, francuski kolarz szosowy i torowy pochodzenia hiszpańskiego
- 1949:
  - Mazaly Aguilar, hiszpańska ekonomistka, polityk
  - Sabine Azéma, francuska aktorka, reżyserka filmowa
  - Carlos Babington, argentyński piłkarz, działacz piłkarski pochodzenia brytyjskiego
  - Andrzej Byrt, polski ekonomista, urzędnik państwowy, dyplomata
  - Anthony John Denison, amerykański aktor
  - Miguel Ferreira de Almeida, brazylijski piłkarz
  - Barbara Karska, polska aktorka, dziennikarka
  - Grzegorz Kurczuk, polski prawnik, polityk, senator, poseł na Sejm RP, minister sprawiedliwości
  - Alan McIntyre, nowozelandzki hokeista na trawie
- 1950:
  - Loredana Bertè, włoska piosenkarka
  - Szamil Chisamutdinow, rosyjski zapaśnik
  - Gábor Csapó, węgierski piłkarz wodny (zm. 2022)
  - Jan Krawczuk, polski rolnik, samorządowiec wicemarszałek województwa zachodniopomorskiego
  - Mosze Mizrachi, izraelski prawnik, polityk (zm. 2022)
  - Nikołaj Pienzin, kazachski lekkoatleta, długodystansowiec
  - Dave Twardzik, amerykański koszykarz, działacz klubowy
  - Roberto Vander, holendersko-meksykański aktor, piosenkarz
- 1951:
  - Jane Barkman, amerykańska pływaczka
  - Guy Lafleur, kanadyjski hokeista (zm. 2022)
  - Anna Legeżyńska, polska historyk i teoretyk literatury, profesor nauk humanistycznych
  - Javier Marías, hiszpański pisarz (zm. 2022)
  - Stanisław Sobański, polski polityk, poseł na Sejm RP
- 1952:
  - Michał Karalus, polski kulturoznawca, samorządowiec, starosta pleszewski
  - Grażyna Rabsztyn, polska lekkoatletka, płotkarka
- 1953:
  - Renato Curi, włoski piłkarz (zm. 1977)
  - André Delcroix, belgijski kolarz szosowy
  - Douglas Fry, amerykański antropolog społeczny, wykładowca akademicki
  - Waldemar Głaz, polski fizyk, nauczyciel akademicki (zm. 2025)
  - Józef Młynarczyk, polski piłkarz, bramkarz
  - Harald Seifert, niemiecki bobsleista
- 1954:
  - Anne McIntosh, brytyjska prawnik, polityk, eurodeputowana
  - Paweł Morzycki, polski kapitan żeglugi morskiej, dziennikarz (zm. 2010)
  - Roma Pilitsidis, polska malarka
  - Jacek Soska, polski rolnik, polityk, poseł na Sejm RP, wiceminister rolnictwa
  - Emilia Waśniowska, polska polonistka, autorka wierszy, opowiadań i piosenek dla dzieci (zm. 2005)
- 1955:
  - David Haig, brytyjski aktor, pisarz
  - Stanisław Krawczyński, polski dyrygent
  - Abdurrahim Kuzu, amerykański zapaśnik pochodzenia tureckiego
  - Silvio Leonard, kubański lekkoatleta, sprinter
  - Ryszard Łabędź, polski aktor, dziennikarz i komentator sportowy
- 1956:
  - Gary Cole, amerykański aktor
  - Steve Coleman, amerykański saksofonista jazzowy, kompozytor
  - Matti Häyry, fiński filozof
  - Debbi Morgan, amerykańska aktorka
  - Cyril Neveu, francuski motocyklista i kierowca rajdowy
  - Krzysztof Tarnowski, polski artysta plastyk, designer, rzeźbiarz, konstruktor, wynalazca
  - Elisabeth Theurer, austriacka dresażystka
- 1957:
  - Henryk Bolesta, polski piłkarz, bramkarz
  - Tomasz Dedek, polski aktor
  - Michael Hurst, nowozelandzki aktor
  - Carl Lang, francuski polityk
  - Władimir Tkaczenko, rosyjski koszykarz
- 1958:
  - Tünde Csonkics, węgierska szachistka, sędzina
  - Mychael Danna, kanadyjski kompozytor muzyki filmowej
  - Ghassan Massoud, syryjski aktor
  - Norbert Meier, niemiecki piłkarz, trener
  - Leszek Piechota, polski inżynier, samorządowiec, polityk, senator RP
  - Leszek Smykowski, polski polityk, poseł na Sejm RP
  - Levutė Staniuvienė, litewska nauczycielka, polityk
  - Anton Steiner, austriacki narciarz alpejski
  - Remigijus Valiulis, litewski lekkoatleta, sprinter (zm. 2023)
- 1959:
  - Krzysztof Kajrys, polski piłkarz
  - José Melgar, boliwijski piłkarz
  - Lesley Thompson-Willie, kanadyjska wioślarka
- 1960:
  - John Barres, amerykański duchowny katolicki, biskup Rockville Centre
  - Alice Brown, amerykańska lekkoatletka, sprinterka
  - Hanne Eriksen, duńska wioślarka
  - Aleksander Famuła, polski piłkarz, bramkarz
  - Hannu Lahtinen, fiński zapaśnik (zm. 2020)
  - James Pawelczyk, amerykański neurofizjolog, astronauta pochodzenia polskiego
  - Márcio Rossini, brazylijski piłkarz
  - Limacêdo Antônio da Silva, brazylijski duchowny katolicki, biskup pomocniczy Olindy i Recife
  - Jarosław Zieliński, polski polityk, poseł na Sejm RP
- 1961:
  - Krzysztof Dracz, polski aktor
  - Caroline Flint, amerykańska polityk
  - Roberto Genuin, włoski duchowny katolicki, generał zakonu kapucynów
  - Waldemar Jakubaszek, polski samorządowiec, wicemarszałek województwa lubelskiego
  - Erwin Koeman, holenderski piłkarz, trener
  - Mark Rivituso, amerykański duchowny katolicki, biskup pomocniczy St. Louis
- 1962:
  - Paul Abdel Sater, libański duchowny maronicki, biskup kurialny Antiochii
  - Wilfried Theising, niemiecki duchowny katolicki, biskup pomocniczy Münsteru
- 1963:
  - Andriej Dierżawin, rosyjski piosenkarz, kompozytor
  - Alain LaRoche, kanadyjski narciarz dowolny
  - Izabela Maj, polska koszykarka
  - Lilija Nurutdinowa, rosyjska lekkoatletka, biegaczka średniodystansowa
  - Joseph O’Connor, irlandzki pisarz
- 1964:
  - Paolo Caldarella, włoski piłkarz wodny (zm. 1993)
  - Maggie Cheung, chińska aktorka
- 1965:
  - José Cobo Cano, hiszpański duchowny katolicki, biskup pomocniczy Madrytu
  - Poul-Erik Høyer Larsen, duński badmintonista
  - Andrzej Romaniak, polski historyk
  - Robert Rusler, amerykański aktor
  - Joanna Siemieniuk, polska lekkoatletka, biegaczka średniodystansowa
- 1966:
  - Nuno Bettencourt, amerykański gitarzysta, członek zespołu Extreme pochodzenia portugalskiego
  - Grzegorz Kołacz, polski rolnik, polityk, poseł na Sejm RP
  - Paweł Lisicki, polski dziennikarz, publicysta, eseista, tłumacz
  - Cheryl Reeve, amerykańska trenerka koszykarska, menadżerka klubowa
  - Agata Wołkowycka, polska lekkoatletka, płotkarka
- 1967:
  - Craig Forrest, kanadyjski piłkarz, bramkarz pochodzenia angielskiego
  - Kristen Johnston, amerykańska aktorka
  - Wayne Middaugh, kanadyjski curler
  - Mônica Rodrigues, brazylijska siatkarka plażowa
  - Jarmo Saastamoinen, fiński piłkarz
- 1968:
  - Chen Jing, chińska tenisistka stołowa
  - André Cruz, brazylijski piłkarz
  - Rubén Gallego, rosyjski pisarz, dziennikarz pochodzenia hiszpańskiego
  - Miro Kovač, chorwacki polityk, dyplomata
  - Gian Franco Saba, włoski duchowny katolicki, arcybiskup Sassari
  - Ben Shepherd, amerykański basista, członek zespołu Soundgarden
  - Michelle Visage, amerykańska piosenkarka, aktorka, prezenterka radiowa i telewizyjna
- 1969:
  - Mina Anwar, brytyjska aktorka
  - Davor Dujmović, jugosłowiański aktor (zm. 1999)
  - Emiliano González, andorski piłkarz
  - Karri Hietamäki, fiński biegacz narciarski
  - Stefan Horngacher, austriacki skoczek narciarski, trener
  - Julio Mannino, meksykański aktor
  - Kelvin Mutale, zambijski piłkarz (zm. 1993)
  - Hubert Suda, maltański piłkarz
  - Richard Witschge, holenderski piłkarz
  - Magdalena Wójcik, polska aktorka
- 1970:
  - Mathias Cormann, australijski polityk pochodzenia belgijskiego
  - Renata Kaznowska, polska działaczka samorządowa, wiceprezydent Warszawy
  - Robert Ostolski, polski aktor
  - Dominika Peczynski, szwedzka piosenkarka, fotomodelka pochodzenia polskiego
  - Artur Sarnat, polski piłkarz, bramkarz (zm. 2024)
  - Gert Verheyen, belgijski piłkarz
- 1971:
  - Elmar Brandt, niemiecki komik
  - Aimee Graham, amerykańska aktorka
  - Hiroshi Kado, japoński zapaśnik
  - Henrik Larsson, szwedzki piłkarz
  - Tomasz Nowak, polski dominikanin
  - Sebastian Roth, niemiecki piosenkarz
  - Fatmir Vata, albański piłkarz
- 1972:
  - Henning Baum, niemiecki aktor, producent telewizyjny i filmowy
  - Francesco Costantino, włoski zapaśnik
  - Fevzi Davletov, uzbecki piłkarz
  - Giovanni Guidetti, włoski trener siatkarski
  - Dorota Jarema, polska wokalistka, skrzypaczka
  - Jenny Morris, australijska hokeistka na trawie
  - Godwin Okpara, nigeryjski piłkarz
  - Victor Ponta, rumuński polityk, premier Rumunii
  - Przemysław Żejmo, polski kabareciarz
- 1973:
  - Brad Beyer, amerykański aktor
  - Silvio Garay, paragwajski piłkarz
  - Andriej Kiwilew, kazachski kolarz szosowy (zm. 2003)
  - Mychitar Manukian, ormiański i kazachski zapaśnik
  - Joanne Pavey, brytyjska lekkoatletka, biegaczka długodystansowa
  - Ralf Pedersen, duński piłkarz
  - Olaf Pollack, niemiecki kolarz torowy
  - Paweł Skwierawski, polski dziennikarz radiowy, basista, kompozytor
- 1974:
  - Karina Aznawurian, rosyjska szpadzistka pochodzenia ormiańsko-azerskiego
  - Adriano Gerlin da Silva, brazylijski piłkarz
  - Hanya Yanagihara, amerykańska pisarka, dziennikarka
- 1975:
  - Asia Argento, włoska aktorka, reżyserka i scenarzystka filmowa
  - Moon Bloodgood, amerykańska aktorka, modelka
  - Hanibal al-Kaddafi, libijski skandalista
  - Juan Pablo Montoya, kolumbijski kierowca wyścigowy
  - Thorsten Schmitt, niemiecki kombinator norweski
- 1976:
  - Jon Bernthal, amerykański aktor
  - Agata Buzek, polska aktorka, modelka
  - Peter Graulund, duński piłkarz
  - Jan Hlaváč, czeski hokeista
  - Ivona Jerković, chorwacka lekkoatletka, tyczkarka
  - Takao Suzuki, japoński tenisista
- 1977:
  - Namie Amuro, japońska piosenkarka
  - Jon Inge Høiland, norweski piłkarz
  - Radiša Ilić, serbski piłkarz (zm. 2025)
  - Elkin Murillo, kolumbijski piłkarz
  - Melissa Price, amerykańska lekkoatletka, tyczkarka
  - Sampo Terho, fiński polityk
- 1978:
  - Aaron Asquez, gibraltarski piłkarz, trener
  - Jason Bay, kanadyjski baseballista
  - Mansour Boutabout, algierski piłkarz
  - Sarit Chadad, izraelska piosenkarka
  - Andrea Facchin, włoski kajakarz
  - Jean Prahm, amerykańska bobsleistka
  - Krzysztof Sobolewski, polski samorządowiec, polityk, poseł na Sejm RP, sekretarz generalny PiS
  - Charlie Weber, amerykański aktor, model
  - Craig Ziadie, jamajski piłkarz
- 1979:
  - Lars Jacobsen, duński piłkarz
  - Paweł Noch, polski piłkarz ręczny, trener
  - Alona Sid´ko, rosyjska biegaczka narciarska
  - Nina Vezjak, słoweńska lekkoatletka, tyczkarka
  - Marta Wawak, polska sztangistka
  - Jason Young, kanadyjski curler
- 1980:
  - Mariacarla Boscono, włoska modelka
  - Łukasz Kadziewicz, polski siatkarz
  - Władimir Karpiec, rosyjski kolarz szosowy
  - Robert Koren, słoweński piłkarz
  - Gustav Larsson, szwedzki kolarz szosowy i torowy
  - Mehrzad Marashi, niemiecki piosenkarz pochodzenia irańskiego
  - Igor Vori, chorwacki piłkarz ręczny
- 1981:
  - Nurbek Ibragimow, kirgiski zapaśnik
  - Feliciano López, hiszpański tenisista
  - Siegfried Mureșan, rumuński ekonomista, polityk, eurodeputowany
  - Dominik Szcześniak, polski twórca komiksów
- 1982:
  - Mathew Belcher, australijski żeglarz sportowy
  - Szymon Jachimek, polski aktor kabaretowy
  - Gülcan Kamps, niemiecka prezenterka telewizyjna, piosenkarka pochodzenia tureckiego
  - Annu Mäkelä, fińska lekkoatletka, tyczkarka
  - Inna Osypenko-Radomska, ukraińska kajakarka
  - Kenia Sánchez, kubańska lekkoatletka, tyczkarka
- 1983:
  - Jessica Alonso, hiszpańska piłkarka ręczna
  - Anita Bulath, węgierska piłkarka ręczna
  - Hiroko Hakuta, japońska siatkarka
  - Sancho Lyttle, hiszpańska koszykarka
  - Clara Sanchez, francuska kolarka torowa
  - Gabriela Tomašeková, słowacka siatkarka
  - Jonathan Walters, irlandzki piłkarz
  - Szymon Żuchowski, polski poeta, tłumacz, krytyk muzyczny (zm. 2025)
- 1984:
  - Carlos Discua, honduraski piłkarz
  - Feras Fayyad, syryjski reżyser i scenarzysta filmowy
  - Brian Joubert, francuski łyżwiarz figurowy
  - Tomasz Kaczmarek, polski trener piłkarski
  - Gianfranco Labarthe, peruwiański piłkarz
  - Aleksandros Margaritis, grecki kierowca wyścigowy
  - Yarianna Martínez, kubańska lekkoatletka, trójskoczkini
  - Andrei Pacheco, trynidadzko-tobagijski piłkarz
  - Serhij Stareńki, ukraiński piłkarz
  - Kamila Szczawińska, polska modelka
- 1985:
  - Ian Desmond, amerykański baseballista
  - Moisés Fuentes, meksykański bokser (zm. 2022)
  - Paweł Jaroszewicz, polski perkusista
  - Abou Maïga, beniński piłkarz
- 1986:
  - Cristian Ansaldi, argentyński piłkarz
  - Aldis Hodge, amerykański aktor
  - Alexandra Putra, polsko-francuska pływaczka
  - Nurtas Kurgulin, kazachski piłkarz
  - A.J. Ramos, wenezuelski baseballista
- 1987:
  - Reza Ghuczanneżad, irański piłkarz
  - Bilał Machow, rosyjski zapaśnik
  - Deon McCaulay, belizeński piłkarz
  - Hélder Pelembe, mozambicki piłkarz
  - Alex Pullin, australijski snowboardzista (zm. 2020)
  - Olha Sawczuk, ukraińska tenisistka
- 1988:
  - Siergiej Bobrowski, rosyjski hokeista, bramkarz
  - Samuel Di Carmine, włoski piłkarz
  - Żambył Kukiejew, kazachski piłkarz
  - Ołeksandr Kołczenko, ukraiński koszykarz
  - Fabrício Mafuta, angolski piłkarz
  - Chabib Nurmagomiedow, czeczeński zawodnik MMA
  - Dino Pita, bośniacki koszykarz
  - Olga Rudnicka, polska pisarka
- 1989:
  - Dawid Bręk, polski koszykarz (zm. 2022)
  - Kamil Górny, polski hokeista
  - Tiffany Hayes, amerykańska koszykarka
  - Margarita Niestierowa, rosyjska pływaczka
- 1990:
  - Abdullah Al-Enezi, saudyjski piłkarz, bramkarz
  - Anzor Ażyjew, czeczeński zawodnik MMA
  - Pedro Domínguez, hiszpański piłkarz
  - Alina Gajdamakina, rosyjska wspinaczka sportowa
  - Ken Giles, amerykański baseballista
  - Donatas Motiejūnas, litewski koszykarz
  - Phillip Phillips, amerykański piosenkarz, autor tekstów
  - Magdalena Szewa, polska lekkoatletka, młociarka
  - John Tavares, kanadyjski hokeista
- 1991:
  - Omar Abdulrahman, emiracki piłkarz
  - Kelsey-Lee Barber, australijska lekkoatletka, oszczepniczka
  - Isaac Cofie, ghański piłkarz
  - Danny Hart, brytyjski kolarz górski
  - Jan Kanthak, polski samorządowiec, polityk, poseł na Sejm RP
  - Martin Linnes, norweski piłkarz
  - Spencer Locke, amerykańska aktorka
  - Martin Milec, słoweński piłkarz
  - Alejandro Pozuelo, hiszpański piłkarz
- 1992:
  - Javere Bell, jamajski lekkoatleta, sprinter
  - Dylan Borlée, belgijski lekkoatleta, sprinter
  - Peter Prevc, słoweński skoczek narciarski
  - Safura, azerska piosenkarka
  - Anastasiya Svechnikova, uzbecka lekkoatletka, oszczepniczka
  - Michał Żyro, polski piłkarz
- 1993:
  - Kyle Anderson, amerykański koszykarz
  - Julian Draxler, niemiecki piłkarz
  - Swietłana Kolesniczenko, rosyjska pływaczka synchroniczna
  - Richard Peralta, panamski piłkarz
  - Marvin Vettori, włoski zawodnik MMA
- 1994:
  - Serhij Filimonow, ukraiński działacz społeczny
  - Thomas Henry, francuski piłkarz
  - Polina Lejkina, rosyjska tenisistka
  - Dávid Márkvárt, węgierski piłkarz
  - Stefan Reichmuth, szwajcarski zapaśnik
  - Mohamadou Sumareh, malezyjski piłkarz pochodzenia gambijskiego
- 1995:
  - Laura Dekker, holenderska żeglarka
  - Álex Grimaldo, hiszpański piłkarz
  - Rob Holding, angielski piłkarz
- 1996:
  - Marlos Moreno, kolumbijski piłkarz
  - Ioana Loredana Roșca, rumuńska tenisistka
- 1997:
  - Itamar Einhorn, izraelski kolarz szosowy
  - Mercy Genesis, nigeryjska zapaśniczka
  - Nathan Knight, amerykański koszykarz
  - Moniqué, litewska piosenkarka
- 1998:
  - Nina Dubotołkina, rosyjska biegaczka narciarska
  - Khairul Idham Pawi, malezyjski motocyklista wyścigowy
- 1999:
  - Giuliano Alesi, francuski kierowca wyścigowy
  - Adrien Bongiovanni, belgijski piłkarz pochodzenia włoskiego
  - Ingebjørg Saglien Bråten, norweska skoczkini narciarska
  - Jeong Woo-yeong, południowokoreański piłkarz
  - Daniel Oturu, amerykański koszykarz
  - ZillaKami, amerykański raper, piosenkarz, autor tekstów
- 2001:
  - Federico Burdisso, włoski pływak
  - Wiktoria Drozd, polska lekkoatletka, sprinterka
  - Julia Pereira de Sousa-Mabileau, francuska snowboardzistka pochodzenia portugalskiego
- 2002 – Arkadiusz Pyrka, polski piłkarz
- 2003:
  - Thomas Matthew Crooks, amerykański zamachowiec (zm. 2024)
  - David Beckham Elkathchoongo, indyjski kolarz torowy
- 2005 – Jason Drucker, amerykański aktor pochodzenia żydowskiego
- 2009 – Antonina Żbikowska, polska aktorka

## Zmarli
- 911 – (lub 24 września) Ludwik IV Dziecię, król wschodniofrankijski (ur. 893)
- 1168 – Paschalis III, antypapież (ur. ok. 1110)
- 1185 – Gedko, polski duchowny katolicki, biskup krakowski (ur. 1130)
- 1246 – Michał I Wsiewołodowicz Święty, wielki książę kijowski (ur. 1179)
- 1266 – Jan Prandota, polski duchowny katolicki, biskup krakowski (ur. ok. 1200)
- 1384 – Ludwik I Andegaweński, hrabia Maine, Étampes i Prowansji, książę Andegawenii, tytularny król Neapolu (ur. 1339)
- 1440 – Fryderyk I, burgrabia Norymbergi, margrabia-elektor Brandenburgii (ur. 1371)
- 1460 – Gilles Binchois, francusko-flamandzki kompozytor (ur. ok. 1400)
- 1474 – Barbara z Kunštátu i Poděbrad, czeska księżniczka (ur. ok. 1446)
- 1501 – Agostino Barbarigo, doża Wenecji (ur. ok. 1420)
- 1513 – Wincenty Przerębski, polski duchowny katolicki, biskup kujawski, podkanclerzy koronny, sekretarz królewski (ur. ok. 1450)
- 1527 – Olbracht Jagiellończyk, królewicz polski, książę litewski (ur. 1527)
- 1533 – Antonio Maria Ciocchi del Monte, włoski kardynał (ur. 1461)
- 1537 – Pavle Bakić, despota serbski na Węgrzech (ur. ?)
- 1540 – Edward, infant portugalski (ur. 1515)
- 1590:
  - Lodovico Agostini, włoski kompozytor (ur. 1534)
  - Robert Garnier, francuski poeta, dramaturg (ur. 1544)
- 1600 – Melchior von Redern, niemiecki arystokrata, dowódca wojskowy (ur. 1555)
- 1617 – Stanisław Warszycki, polski magnat, polityk (ur. 1577)
- 1621 – Henri de Mayenne, francuski arystokrata, polityk (ur. 1578)
- 1624 – Elżbieta Łucja Sieniawska, polska szlachcianka (ur. 1573)
- 1625 – Heinrich Meibom, niemiecki historyk, poeta (ur. 1555)
- 1630 – Claudio Saracini, włoski kompozytor (ur. 1586)
- 1646 – Wawrzyniec Śmieszkowic, polski lekarz, profesor i rektor Akademii Krakowskiej (ur. 1590)
- 1648 – Ivan Lukačic, chorwacki kompozytor (ur. 1587)
- 1706 – Szymon Żywicki, polski szlachcic, prawnik (ur. 1668)
- 1710 – Margherita Caffi, włoska malarka (ur. 1650/1651)
- 1713 – Franciszek de Posadas, hiszpański dominikanin, błogosławiony (ur. 1644)
- 1715 – Michał Bartłomiej Tarło, polski duchowny katolicki, biskup poznański (ur. 1656)
- 1796 – Juan José Elhuyar, hiszpański chemik, mineralog (ur. 1754)
- 1803 – Robert Emmet, irlandzki bohater narodowy (ur. 1778)
- 1804:
  - Pierre Joseph Bonnaterre, francuski opat, przyrodnik (ur. 1752)
  - Pierre Méchain, francuski astronom, geodeta (ur. 1744)
- 1817 – Ludwik Wirtemberski, książę Wirtembergii i Montbéliard, dowódca wojskowy (ur. 1756)
- 1818 – Francesco Carafa, włoski kardynał (ur. 1722)
- 1833 – Stefan Garczyński, polski poeta (ur. 1805)
- 1837 – Jan Cornay, francuski misjonarz, męczennik, święty (ur. 1809)
- 1839 – Thomas Hardy, brytyjski wiceadmirał (ur. 1769)
- 1840 – José Gaspar Rodríguez de Francia, paragwajski dyktator (ur. 1766)
- 1845 – Matwiej Giedensztrom, rosyjski podróżnik, badacz Syberii, pisarz pochodsenia szwedzkiego (ur. ok. 1780)
- 1846:
  - Józef Im Ch’i-p’ek, koreański męczennik i święty katolicki (ur. 1804)
  - Katarzyna Chŏng Ch’ŏr-yŏm, koreańska męczennica i święta katolicka (ur. 1817)
  - Wawrzyniec Han I-hyŏng, koreański męczennik i święty katolicki (ur. 1798)
  - Teresa Kim Im-i, koreańska męczennica i święta katolicka (ur. 1811)
  - Piotr Nam Kyŏng-mun, koreański męczennik i święty katolicki (ur. 1797)
  - Zuzanna U Sur-im, koreańska męczennica i święta katolicka (ur. 1803)
  - Agata Yi Kan-nan, koreańska męczennica i święta katolicka (ur. 1813)
- 1852 – Józef Czarnota, austriacki inżynier górniczo-hutniczy, mineralog pochodzenia polskiego (ur. 1818)
- 1861 – Giovanni Battista Niccolini, włoski poeta, dramaturg (ur. 1782)
- 1863 – Jacob Grimm, niemiecki pisarz (ur. 1785)
- 1869 – Pepita Tudó, hiszpańska arystokratka (ur. 1779)
- 1871 – Tomasz Padura, polsko-ukraiński poeta, kompozytor (ur. 1801)
- 1873 – Giovanni Battista Donati, włoski astronom (ur. 1826)
- 1880:
  - Donald McKay, amerykański konstruktor statków pochodzenia kanadyjskiego (ur. 1810)
  - Manuel Montt, chilijski polityk, prezydent Chile (ur. 1809)
- 1889 – Roman Cichowski, polski ziemianin, wynalazca, polityk (ur. 1818)
- 1894:
  - Giovanni Battista de Rossi, włoski archeolog (ur. 1822)
  - Heinrich Hoffmann, niemiecki psychiatra, pisarz, ilustrator (ur. 1809)
- 1898 – Theodor Fontane, niemiecki pisarz, dziennikarz, krytyk literacki, farmaceuta (ur. 1819)
- 1901 – Théodore de Korwin Szymanowski, polski ziemianin, prozaik, poeta, publicysta (ur. 1846)
- 1904 – Józef Maria de Yermo y Parres, meksykański duchowny katolicki, święty (ur. 1851)
- 1907 – Katarzyna Potocka, polska hrabina, działaczka społeczna, filantropka (ur. 1825)
- 1908 – Pablo Sarasate, hiszpański skrzypek, kompozytor (ur. 1844)
- 1910 – Josef Kainz, austriacki aktor (ur. 1858)
- 1912 – Otello Capitani, włoski gimnastyk (ur. 1890)
- 1913:
  - Ferdinand Blumentritt, austriacki etnograf, pedagog (ur. 1853)
  - Gaspar Felicjan Cyrtowt, polski duchowny katolicki, biskup żmudzki (ur. 1841)
- 1915 – Carl Anton Ewald, niemiecki gastroenterolog (ur. 1845)
- 1916 – August Leskien, niemiecki językoznawca, wykładowca akademicki (ur. 1840)
- 1917 – José Gallegos Arnosa, hiszpański malarz, rzeźbiarz (ur. 1859)
- 1918 – Członkowie Komuny Bakijskiej rozstrzelani przez interwencyjną armię brytyjską:
  - Meszadi Azizbekow, azerski rewolucjonista (ur. 1876)
  - Prokopi Dżaparidze, gruziński rewolucjonista (ur. 1880)
  - Iwan Fioletow, rosyjski rewolucjonista (ur. 1884)
  - Grigorij Korganow, gruziński rewolucjonista (ur. 1886)
  - Grigorij Pietrow, rosyjski rewolucjonista (ur. 1892)
  - Stepan Szaumian, ormiański rewolucjonista, dziennikarz (ur. 1878)
  - Mir Həsən Vəzirov, azerski rewolucjonista (ur. 1889)
  - Jakow Ziewin, rosyjski rewolucjonista (ur. 1884)
- 1918:
  - Michał Danielak, polski adwokat, działacz ludowy, polityk (ur. 1865)
  - Maria Teresa Dudzik, polska zakonnica czcigodna Służebnica Boża (ur. 1860)
  - Eryk, książę szwedzki (ur. 1889)
- 1919 – Jakow Worobjow, rosyjski rewolucjonista, funkcjonariusz Czeki (ur. 1885)
- 1920:
  - Adam Józef Karasiński, polski skrzypek, pianista, kompozytor (ur. 1868)
  - Walter Munk, polski podporucznik artylerii pochodzenia żydowskiego (ur. 1895)
  - Kajetan Stefanowicz, polski podporucznik kawalerii, malarz (ur. 1886)
- 1925 – Anatol (Kamienski), rosyjski biskup prawosławny (ur. 1863)
- 1926 – Paul Turck, niemiecki pilot wojskowy, as myśliwski (ur. 1893)
- 1927:
  - Gino Coppedè, włoski architekt, rzeźbiarz, dekorator, pedagog (ur. 1866)
  - Jakub Klunder, polski duchowny katolicki, biskup sufragan diecezji chełmińskiej (ur. 1849)
- 1928 – Henryk Piotr Krasiński, polski ziemianin, prawnik, działacz patriotyczny (ur. 1866)
- 1930:
  - Gonbodżab Cybikow, buriacki podróżnik, etnograf, orientalista, buddolog, działacz społeczny i polityczny, tłumacz, wykładowca akademicki (ur. 1873)
  - Moritz Pasch, niemiecki matematyk, wykładowca akademicki (ur. 1843)
- 1931 – Max Littmann, niemiecki architekt (ur. 1862)
- 1932:
  - Francisco Carvajal, meksykański prawnik, polityk, prezydent Meksyku (ur. 1870)
  - Max Slevogt, niemiecki malarz (ur. 1868)
  - Wovoka, przywódca religijny Pajutów z Nevady, twórca Tańca Duchów (ur. ok. 1856)
- 1933:
  - Annie Besant, brytyjska teozofka, feministka, pisarka (ur. 1847)
  - Albrecht Höhler, niemiecki działacz komunistyczny, zamachowiec (ur. 1898)
- 1934:
  - Julian Stachiewicz, polski generał brygady, historyk wojskowości (ur. 1890)
  - Karol Wendt, polski działacz społeczny, polityk, senator RP (ur. 1882)
- 1937:
  - Stanisław Bobiński, polski polityk, działacz komunistyczny (ur. 1882)
  - Stanisław Burzyński, polski działacz komunistyczny (ur. 1892)
  - Stefan Heltman, polski działacz komunistyczny i socjalistyczny, agronom, publicysta (ur. 1886)
  - Maksymilian Horwitz, polski działacz komunistyczny, publicysta pochodzenia żydowskiego (ur. 1877)
  - Iwan Kaszyrin, radziecki komandarm, funkcjonariusz służb specjalnych (ur. 1890)
  - Fedor Krause, niemiecki neurochirurg (ur. 1857)
  - Franciszek Maria Kwilecki, polski hrabia, ziemianin, rzeźbiarz (ur. 1875)
  - Stanisław Łańcucki, polski działacz socjalistyczny i komunistyczny, polityk, poseł na Sejm Ustawodawczy i Sejm RP (ur. 1882)
  - Michaił Mołotkowski, radziecki rewolucjonista, podporucznik, dyplomata, funkcjonariusz służb specjalnych (ur. 1887)
  - Władysław Stein-Krajewski, polski działacz komunistyczny, publicysta (ur. 1886)
  - Iwan Teodorowicz, radziecki polityk pochodzenia polskiego (ur. 1875)
  - Władimir Tołmaczow, radziecki polityk (ur. 1887)
  - Gaspar Woskanow, radziecki komandarm (ur. 1887)
- 1938 – Maria Teresa od św. Józefa, niemiecka zakonnica, błogosławiona (ur. 1855)
- 1939:
  - Andrew Claude de la Cherois Crommelin, brytyjski astronom (ur. 1865)
  - Tadeusz Dołęga-Mostowicz, polski pisarz, scenarzysta, dziennikarz (ur. 1898)
  - Piotr Bartak, polski pułkownik dyplomowany piechoty (ur. 1890)
- 1941 – Michaił Kirponos, radziecki generał pułkownik (ur. 1892)
- 1942:
  - Walther von Lüttwitz, niemiecki generał, polityk (ur. 1859)
  - Kārlis Ulmanis, łotewski polityk, premier i prezydent Łotwy (ur. 1877)
- 1944 – Polegli w powstaniu warszawskim:
  - Wiesław Krajewski, polski harcmistrz, podporucznik, żołnierz AK (ur. 1923)
  - Jan Misiurewicz, polski kapitan, żołnierz AK (ur. ?)
  - Witold Modelski, polski żołnierz AK, najmłodszy uczestnik powstania warszawskiego (ur. 1932)
- 1944:
  - Llazar Fundo, albański komunista, dziennikarz, pisarz (ur. 1899)
  - Ferdinand von Sammern-Frankenegg, niemiecki wojskowy, polityk nazistowski (ur. 1897)
- 1945:
  - Walter Geisler, niemiecki geograf, wykładowca akademicki (ur. 1891)
  - Wiktor Jewdokimow, radziecki podpułkownik pilot (ur. 1911)
  - Wincenty Ogrodziński, polski historyk literatury, filolog klasyczny, badacz piśmiennictwa śląskiego, tłumacz (ur. 1884)
- 1946 – Raimu, francuski aktor (ur. 1883)
- 1947:
  - Fiorello La Guardia, amerykański adwokat, polityk, burmistrz Nowego Jorku pochodzenia włoskiego (ur. 1882)
  - Jarosław Staruch, ukraiński działacz nacjonalistyczny (ur. 1910)
- 1948:
  - Hawryło Kostelnyk, ukraiński duchowny greckokatolicki, doktor filozofii, poeta, prozaik, publicysta (ur. 1886)
  - Ida Schreiter, niemiecka funkcjonariuszka i zbrodniarka nazistowska (ur. 1912)
  - Marian Sydow, polski dziennikarz, działacz społeczny (ur. 1890)
  - Leo White, amerykański aktor pochodzenia niemieckiego (ur. 1882)
  - Emma Zimmer, niemiecka funkcjonariuszka i zbrodniarka nazistowska (ur. 1888)
- 1949:
  - Richard Dix, amerykański aktor (ur. 1893)
  - Franz Söss, niemiecki funkcjonariusz i zbrodniarz nazistowski (ur. 1912)
  - Branko Zinaja, jugosłowiański piłkarz (ur. 1895)
- 1951 – Stanisław Derkus, polski uczestnik podziemia antykomunistycznego (ur. 1925)
- 1952:
  - Stanisław Gąssowski, polski major kawalerii (ur. 1891 lub 92)
  - Helena Rolandowa, polska aktorka (ur. 1872)
  - Bill Schindler, amerykański kierowca wyścigowy (ur. 1909)
- 1954 – Erland Harold Hedrick, amerykański lekarz, polityk (ur. 1894)
- 1957 – Jean Sibelius, fiński kompozytor (ur. 1865)
- 1961:
  - Andrzej Munk, polski reżyser i scenarzysta filmowy (ur. 1921)
  - Jerzy Potocki, polski ziemianin, dyplomata, polityk, senator RP (ur. 1889)
- 1963 – Peter Craven, brytyjski żużlowiec (ur. 1934)
- 1964:
  - Lazare Lévy, francuski pianista, kompozytor, pedagog pochodzenia żydowskiego (ur. 1882)
  - Albin Walter Norblad Jr., amerykański prawnik, polityk pochodzenia szwedzkiego (ur. 1908)
- 1965 – Leon Dołżycki, polski malarz, rysownik, grafik, scenograf, pedagog (ur. 1888)
- 1966:
  - Mieczysław Bejnar, polski porucznik nawigator (ur. 1908)
  - Emanuel Mabathoana, sotyjski duchowny katolicki, biskup Leribe i Maseru (ur. 1904)
- 1968:
  - Max Fremerey, niemiecki generał porucznik (ur. 1889)
  - Józef Kobosko, polski lekarz, polityk, poseł na Sejm RP (ur. 1902)
- 1969:
  - Władysław Bujak, polski pediatra, działacz społeczny (ur. 1883)
  - Leo Lis, niemiecka ofiara muru berlińskiego (ur. 1924)
- 1971 – Jorgos Seferis, grecki poeta, eseista, laureat Nagrody Nobla (ur. 1900)
- 1972:
  - Jewgienij Katajew, radziecki polityk (ur. 1914)
  - Roman Sykała, polski aktor, reżyser, dyrektor teatrów, pedagog (ur. 1923)
- 1973:
  - Jim Croce, amerykański piosenkarz, kompozytor pochodzenia włoskiego (ur. 1943)
  - Charles Horman, amerykański dziennikarz (ur. 1942)
  - Gieorgij Komarow, radziecki generał major lotnictwa (ur. 1905)
  - Eddie Murphy, amerykański łyżwiarz szybki (ur. 1905)
  - Arthur Qvist, norweski jeździec sportowy (ur. 1896)
  - Glenn Strange, amerykański aktor (ur. 1899)
  - Ben Webster, amerykański saksofonista jazzowy (ur. 1909)
- 1975:
  - Mieczysław Kapiak, polski kolarz szosowy (ur. 1911)
  - Vincent Lopez, amerykański pianista, lider zespołu, aktor pochodzenia portugalskiego (ur. 1895)
  - Saint-John Perse, francuski poeta, dyplomata, laureat Nagrody Nobla (ur. 1887)
- 1977 – Ralph Hills, amerykański lekkoatleta, kulomiot, lekarz (ur. 1902)
- 1979 – Ludvík Svoboda, czeski generał, działacz komunistyczny, polityk, prezydent Czechosłowacji (ur. 1895)
- 1980:
  - Josias Braun-Blanquet, szwajcarski botanik, ekolog (ur. 1884)
  - Halina Karnkowska, polska działaczka krajoznawcza i turystyczna, przewodnik (ur. 1907),
- 1981:
  - Janina Ipohorska, polska malarka, dziennikarka (ur. 1914)
  - František Toman, czeski literat, publicysta, polityk (ur. 1924)
- 1982:
  - Franciszek Bieda, polski paleontolog, wykładowca akademicki (ur. 1896)
  - Edward Hołyński, polski generał brygady (ur. 1911)
  - Georg Østerholt, norweski skoczek narciarski (ur. 1892)
  - Alois Schnabel, austriacki piłkarz ręczny (ur. 1910)
  - Józef Szuszkiewicz, polski malarz, grafik (ur. 1912)
- 1984 – Izolda Kowalska-Kiryluk, polska działaczka komunistyczna (ur. 1916)
- 1985 – Taizō Kawamoto, japoński piłkarz, trener (ur. 1914)
- 1988 – Tibor Sekelj, chorwacki podróżnik, pisarz, dziennikarz, prawnik, esperantysta pochodzenia węgiersko-żydowskiego (ur. 1912)
- 1989:
  - Tomasz Jodełka-Burzecki, polski eseista, krytyk literacki (ur. 1919)
  - Richie Ginther, amerykański kierowca wyścigowy (ur. 1930)
- 1991:
  - Ricardo Arredondo, meksykański bokser (ur. 1949)
  - Renata Maklakiewicz, polska aktorka (ur. 1931)
- 1992:
  - Musa Anter, kurdyjski pisarz, dziemnikarz, aktywista polityczny (ur. 1920)
  - Milutin (Stojadinović), serbski biskup prawosławny (ur. 1918)
  - Jan Wyka, polski poeta, prozaik, działacz komunistyczny (ur. 1902)
- 1993:
  - Erich Hartmann, niemiecki pilot wojskowy, as myśliwski (ur. 1922)
  - Marian Koper, polski generał brygady (ur. 1923)
- 1994:
  - Micha’el Dekel, izraelski polityk (ur. 1920)
  - Jimmy Hamilton, amerykański klarnecista jazzowy (ur. 1917)
  - Jule Styne, amerykański kompozytor (ur. 1905)
- 1996 – Paul Erdős, węgierski matematyk (ur. 1913)
- 1997 – Kurt Gloor, szwajcarski reżyser, scenarzysta i producent filmowy (ur. 1942)
- 1998 – Jordan Łeow, macedoński prawnik, pisarz (ur. 1920)
- 1999 – Raisa Gorbaczowa, radziecka pierwsza dama (ur. 1932)
- 2000:
  - Jeanloup Sieff, francuski fotograf mody pochodzenia polskiego (ur. 1933)
  - Gierman Titow, rosyjski kosmonauta (ur. 1935)
- 2001 – Marcos Pérez Jiménez, wenezuelski wojskowy, polityk, prezydent Wenezueli (ur. 1914)
- 2002 – Siergiej Bodrow, rosyjski aktor, reżyser filmowy (ur. 1971)
- 2003 – Marek Roman, polski inżynier środowiska (ur. 1931)
- 2004:
  - Nordin ben Salah, holenderski bokser pochodzenia marokańskiego (ur. 1972)
  - Brian Clough, angielski piłkarz, trener (ur. 1935)
- 2005:
  - Jerzy Apostel, polski piłkarz, trener (ur. 1942)
  - Szymon Wiesenthal, austriacki dziennikarz, tropiciel nazistowskich zbrodniarzy wojennych, pisarz pochodzenia żydowskiego (ur. 1908)
- 2006:
  - Sven Nykvist, szwedzki operator filmowy (ur. 1922)
  - Tommy Traynor, irlandzki piłkarz (ur. 1933)
- 2007:
  - Mahlon Clark, amerykański klarnecista (ur. 1923)
  - Franco Fanti, włoski kolarz szosowy (ur. 1924)
  - Jerzy Kuberski, polski polityk, minister oświaty i wychowania, kierownik Urzędu do Spraw Wyznań (ur. 1930)
- 2008 – Ivo Žďárek, czeski dyplomata (ur. 1960)
- 2009:
  - John Hart, amerykański aktor (ur. 1917)
  - Janusz Kaczmarski, polski malarz, pedagog (ur. 1931)
  - Szuchrat Safin, uzbecki szachista (ur. 1970)
- 2010 – Fud Leclerc, belgijski piosenkarz (ur. 1924)
- 2011:
  - Annika Idström, fińska pisarka (ur. 1947)
  - Aleksiej Mamykin, rosyjski piłkarz, trener (ur. 1936)
  - Burhanuddin Rabbani, afgański polityk, prezydent Afganistanu (ur. 1940)
  - Per Unckel, szwedzki polityk (ur. 1947)
- 2012:
  - Fortunato Baldelli, włoski kardynał (ur. 1935)
  - Herbert Rosendorfer, austriacki pisarz (ur. 1934)
- 2013 – Ercan Aktuna, turecki piłkarz, trener (ur. 1940)
- 2014:
  - Polly Bergen, amerykańska aktorka (ur. 1930)
  - Anatolij Bieriezowoj, rosyjski pilot wojskowy, kosmonauta (ur. 1942)
  - Pino Cerami, belgijski kolarz szosowy pochodzenia włoskiego (ur. 1922)
  - Edward Kohut, polski piłkarz, trener (ur. 1934)
- 2015:
  - Giovanni De Vivo, włoski duchowny katolicki, biskup Pescii (ur. 1940)
  - Włodzimierz Szymański, polski muzyk jazzowy, kompozytor (ur. 1936)
- 2016:
  - Peter Leo Gerety, amerykański duchowny katolicki, arcybiskup Newark (ur. 1912)
  - Curtis Hanson, amerykański reżyser, scenarzysta i producent filmowy (ur. 1945)
  - Janusz Kozłowski, polski kontrabasista jazzowy (ur. 1941)
- 2017 – John Nicholson, nowozelandzki kierowca wyścigowy (ur. 1941)
- 2018:
  - Krystyna Grzybowska, polska dziennikarka, publicystka (ur. 1940)
  - Joseph Hoo Kim, jamajski producent muzyczny pochodzenia chińsko-żydowskiego (ur. 1942)
  - Mohammed Karim Lamrani, marokański przedsiębiorca, milioner, polityk, premier Maroka (ur. 1919)
  - Ludovikus Simanullang, indonezyjski duchowny katolicki, biskup Sibolgi (ur. 1955)
  - Reinhard Tritscher, austriacki narciarz alpejski (ur. 1946)
  - Conrado Walter, niemiecki duchowny katolicki, pallotyn, misjonarz, biskup Jacarezinho (ur. 1923)
- 2019:
  - Séamus Hegarty, irlandzki duchowny katolicki, biskup Derry (ur. 1940)
  - Gregorio Martínez Sacristán, hiszpański duchowny katolicki, biskup Zamory (ur. 1946)
  - Andrzej Warchałowski, polski entomolog (ur. 1927)
- 2020:
  - Ewa Berberyusz, polska dziennikarka, reportażystka, pisarka (ur. 1929)
  - Michael Chapman, amerykański aktor, operator i reżyser filmowy (ur. 1935)
  - Stanisław Kruszewski, polski inżynier, samorządowiec, burmistrz Józefowa (ur. 1943)
- 2021:
  - Jan Jindra, czeski wioślarz (ur. 1932)
  - Aloys Jousten, belgijski duchowny katolicki, biskup Liège (ur. 1937)
  - Helmut Oberlander, niemiecki funkcjonariusz i zbrodniarz nazistowski (ur. 1924)
- 2022:
  - Wojciech Banach, polski inżynier, poeta, kolekcjoner (ur. 1953)
  - Tanios El Khoury, libański duchowny maronicki, biskup Sydonu (ur. 1930)
  - Siergiej Puskiepalis, rosyjski aktor (ur. 1966)
  - Virginio Rognoni, włoski prawnik, polityk, minister spraw wewnętrznych, sprawiedliwości i obrony (ur. 1924)
- 2023:
  - Ruth Fuchs, niemiecka lekkoatletka, oszczepniczka, polityk (ur. 1946)
  - Erwin Olaf, holenderski fotografik (ur. 1959)
  - Odilon Polleunis, belgijski piłkarz, trener (ur. 1943)
- 2024:
  - Ibrahim Akil, libański polityk, szyita, dowódca sił specjalnych Redwan (ur. 1962)
  - Józef Bachórz, polski filolog, historyk literatury (ur. 1934)
  - Kathryn Grant Crosby, amerykańska aktorka (ur. 1933)
  - Daniel J. Evans, amerykański polityk, senator (ur. 1925)
  - Artaszes Geghamian, ormiański polityk, samorządowiec, prezydent Erywania (ur. 1949)
  - Barbara Horawianka, polska aktorka (ur. 1930)
  - Janusz Papatanasis, polski piłkarz (ur. 1958)
  - Sayuri, japońska piosenkarka (ur. 1996)